# Arras
Cet article possède des paronymes, voir Arrans, Assas et Sarras.
Pour les articles homonymes, voir Arras (homonymie).
Arras (/a.ʁas/ ou /a.ʁɑs/, ; en picard : Aro) est une commune française, préfecture du département du Pas-de-Calais en région Hauts-de-France. Ses habitants sont appelés les Arrageois et les Arrageoises.
Capitale historique et administrative du département du Pas-de-Calais, au cœur de la zone économique agroalimentaire la plus étendue au nord de Paris, Arras est, avec ses 42 621 habitants, la deuxième ville la plus peuplée du département après Calais.
Elle est le siège de la communauté urbaine d'Arras, qui regroupe 109 776 habitants en 2021 sur 46 communes. Avec les villes de l'ancien bassin minier situées un peu plus au nord, elle est directement sous l'influence de l'« aire métropolitaine de Lille », ensemble métropolitain de près de 3,8 millions d'habitants dont le centre, la ville de Lille, ne se trouve qu'à 45 km.
Historiquement, Arras était, sous l'Ancien Régime, la capitale de la province de l'Artois, un grand centre religieux et une cité prospère connue pour ses fabrications drapières. Ville universitaire, Arras se caractérise aujourd'hui par sa grande jeunesse : en effet, 33 % des habitants de l'agglomération ont moins de 25 ans. Elle accueille également le Main Square Festival, événement musical qui se tient chaque année en juillet.
Arras est réputée pour ses deux places baroques qui forment un ensemble architectural unique en Europe, son beffroi et sa citadelle, tous deux inscrits au patrimoine mondial de l'UNESCO. Avec 225 édifices protégés au titre des monuments historiques, Arras est la ville avec la densité de monuments historiques classés la plus importante de France.
La ville est également connue pour être le berceau de la culture littéraire picarde, avec ses trouvères comme Jean Bodel ou Adam de la Halle, ce qui en fait pour certains la capitale littéraire de la Picardie, ou encore la clé de voute de l'identité picarde.

## Géographie

### Localisation
Arras se situe dans l'Artois, à environ 17 km de Lens, 45 km de Lille, 56 km d'Amiens, 100 km de Calais et 160 km de Paris à vol d'oiseau. La ville est à proximité de la vaste eurométropole Lille-Kortrijk-Tournai. Chef-lieu du Pas-de-Calais, elle en est pourtant excentrée dans le sud-est.
Le territoire de la commune est limitrophe de ceux de neuf communes.
Les communes limitrophes sont Saint-Laurent-Blangy, Achicourt, Sainte-Catherine, Saint-Nicolas, Tilloy-lès-Mofflaines, Anzin-Saint-Aubin, Beaurains, Dainville et Duisans.

### Géologie et relief

#### Géologie
Le sol d'Arras est composé de craie, roche vieille de 90 millions d'années. Cette craie fut exploitée depuis les premiers siècles de notre ère ; elle servit à l'édification des bâtiments de pouvoir et de prestige, et donna son nom de « ville blanche » à Arras. L'argile est également présente. Elle a été utilisée pour la fabrication des briques, utilisées pour des bâtiments moins nobles ou en décoration des façades au XXe siècle. On la retrouve dans le nom du lieu-dit « la Terre Potier » à l'ouest au-delà du territoire communal.
Au XXe siècle, Demangeon démontre l'existence d'une Picardie géographique à travers ce qu'il intitule la plaine picarde, qui est la vaste plaine de craie s'étendant de Beauvais à Arras, de Cambrai et Laon, jusque Abbeville et le Boulonnais.

#### Relief
L'altitude varie de 52 mètres au nord, où coule la Scarpe, à 99 mètres au sud. Les collines (de Baudimont, de La Madeleine) alternent en pentes douces avec les bas quartiers (de Méaulens, de la basse ville du XVIIIe siècle). La citadelle, la basse-ville et la gare (à l'ouest) se situent à environ 75 mètres d'altitude. En limite nord-ouest, l'altitude remonte au niveau du Mont Saint-Vaast (supérieur à 85 mètres).

### Hydrographie

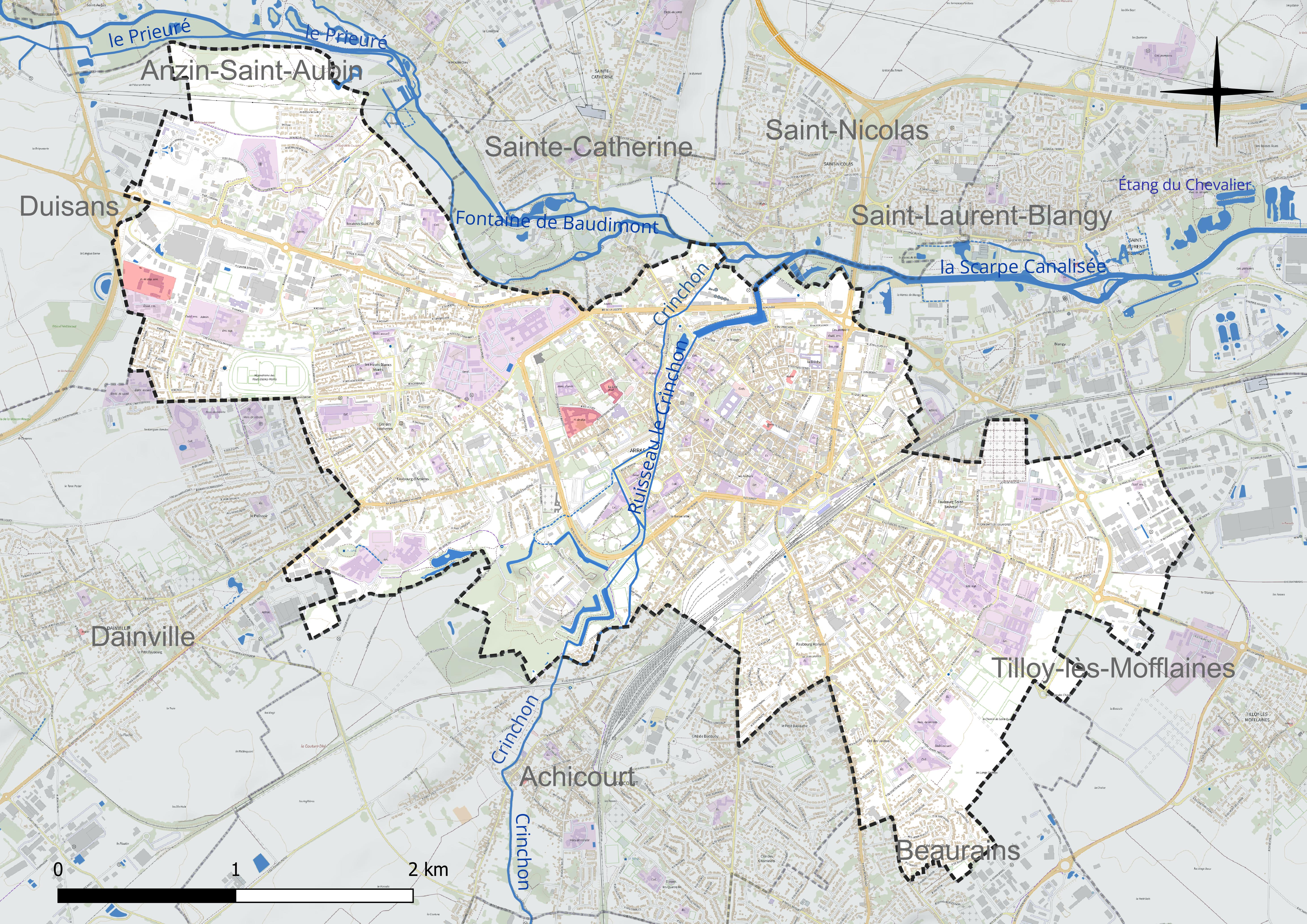
Réseau hydrographique d'Arras.

Le territoire de la commune est situé dans le bassin Artois-Picardie.
Le territoire communal est au confluent du Crinchon et de la Scarpe, affluent de l'Escaut. La Scarpe passe juste au nord de la limite communale, ; elle est canalisée à partir de l'écluse Saint-Nicolas. Trois autres petits cours d'eau drainent la commune : la fontaine de Baudimont qui borde la commune au nord, le ruisseau le Crinchon, d'une longueur de 1,29 km et le Faubourg d'Amiens, d'une longueur de 2,21 km.
Le Crinchon, qui entre dans le territoire communal par le sud-ouest, est enterré dans sa traversée de la ville. On le retrouve au nord, à l'ouest du bassin Méaulens (appendice en amont du canal), avant qu'il ne se jette dans la rivière. Autrefois, il inondait les fossés de la citadelle et séparait la ville en deux.

### Climat
Pour des articles plus généraux, voir Climat des Hauts-de-France et Climat du Pas-de-Calais.
En 2010, le climat de la commune est de type climat océanique dégradé des plaines du Centre et du Nord, selon une étude du CNRS s'appuyant sur une série de données couvrant la période 1971-2000. En 2020, Météo-France publie une typologie des climats de la France métropolitaine dans laquelle la commune est exposée à un climat océanique et est dans la région climatique Nord-est du bassin Parisien, caractérisée par un ensoleillement médiocre, une pluviométrie moyenne régulièrement répartie au cours de l'année et un hiver froid (3 °C).
Pour la période standard 1971-2000 (série incomplète, la station étant installée à partir de 1986), la température annuelle moyenne est de 10,1 °C, avec une amplitude thermique annuelle de 14,6 °C. Le cumul annuel moyen de précipitations est de 746 mm, avec 12 jours de précipitations en janvier et 8,9 jours en juillet. Pour la période 1991-2020, la température moyenne annuelle observée sur la station météorologique la plus proche, située à Wancourt à 8 km à vol d'oiseau, est de 10,8 °C et le cumul annuel moyen de précipitations est de 711,4 mm,. Pour l'avenir, les paramètres climatiques de la commune estimés pour 2050 selon différents scénarios d'émission de gaz à effet de serre sont consultables sur un site dédié publié par Météo-France en novembre 2022.
Le 25 juillet 2019, la température relevée est de 41,7 °C, ce qui est le record de chaleur atteint dans la ville. Le 19 janvier 2024, la température de −14,7 °C est relevée pendant la nuit. C'est la température la plus froide qu'ait connue la ville depuis le début des mesures. Cependant les mesures n'ont commencé à Arras qu'en 1986, soit après les grands hivers survenus dans la région au XXe siècle jusqu'au début des années 1980. Pour les périodes antérieures à 1986, on peut se référer à la station plus ancienne de Lille-Lesquin.

## Urbanisme

### Typologie
Au 1er janvier 2024, Arras est catégorisée grand centre urbain, selon la nouvelle grille communale de densité à sept niveaux définie par l'Insee en 2022.
Elle appartient à l'unité urbaine d'Arras, une agglomération intra-départementale regroupant 15 communes, dont elle est ville-centre,,. Par ailleurs la commune fait partie de l'aire d'attraction d'Arras, dont elle est la commune-centre,. Cette aire, qui regroupe 163 communes, est catégorisée dans les aires de 50 000 à moins de 200 000 habitants,.

### Occupation des sols

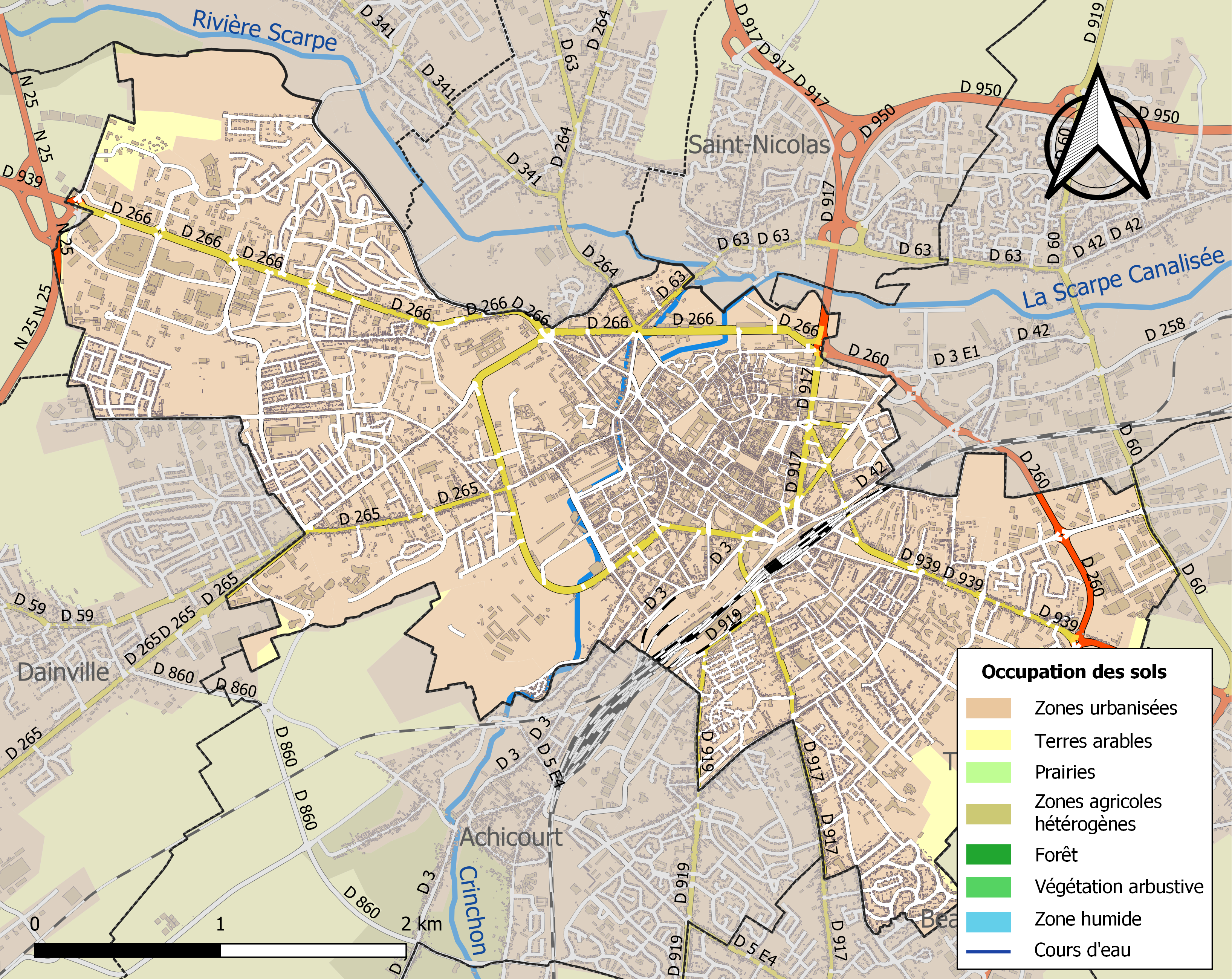
Carte des infrastructures et de l'occupation des sols de la commune en 2018 (CLC).

L'occupation des sols de la commune, telle qu'elle ressort de la base de données européenne d'occupation biophysique des sols Corine Land Cover (CLC), est marquée par l'importance des territoires artificialisés (95,9 % en 2018), en augmentation par rapport à 1990 (88 %). La répartition détaillée en 2018 est la suivante : zones urbanisées (60,9 %), zones industrielles ou commerciales et réseaux de communication (24,7 %), espaces verts artificialisés, non agricoles (10,4 %), terres arables (4 %), zones agricoles hétérogènes (0,1 %). L'évolution de l'occupation des sols de la commune et de ses infrastructures peut être observée sur les différentes représentations cartographiques du territoire : la carte de Cassini (XVIIIe siècle), la carte d'état-major (1820-1866) et les cartes ou photos aériennes de l'IGN pour la période actuelle (1950 à aujourd'hui).

### Morphologie urbaine

#### Tissu urbain et quartiers
« Arras alterne la représentation la plus éclatante du fait urbain, de la vie en société, avec l'extrême intime toujours préservé. »

— Hervé Leroy, Arras, la mémoire envoûtée.

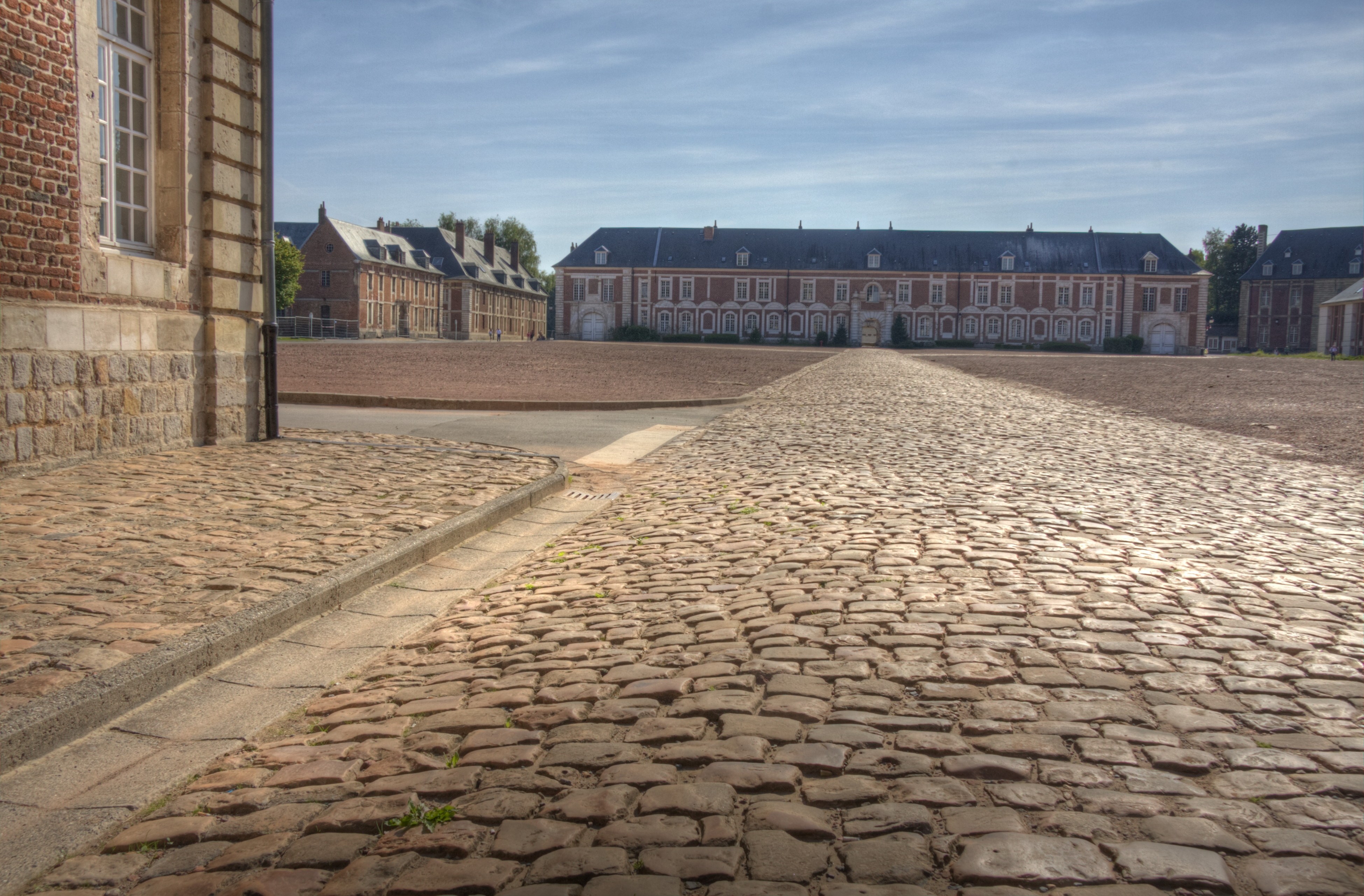
La citadelle.

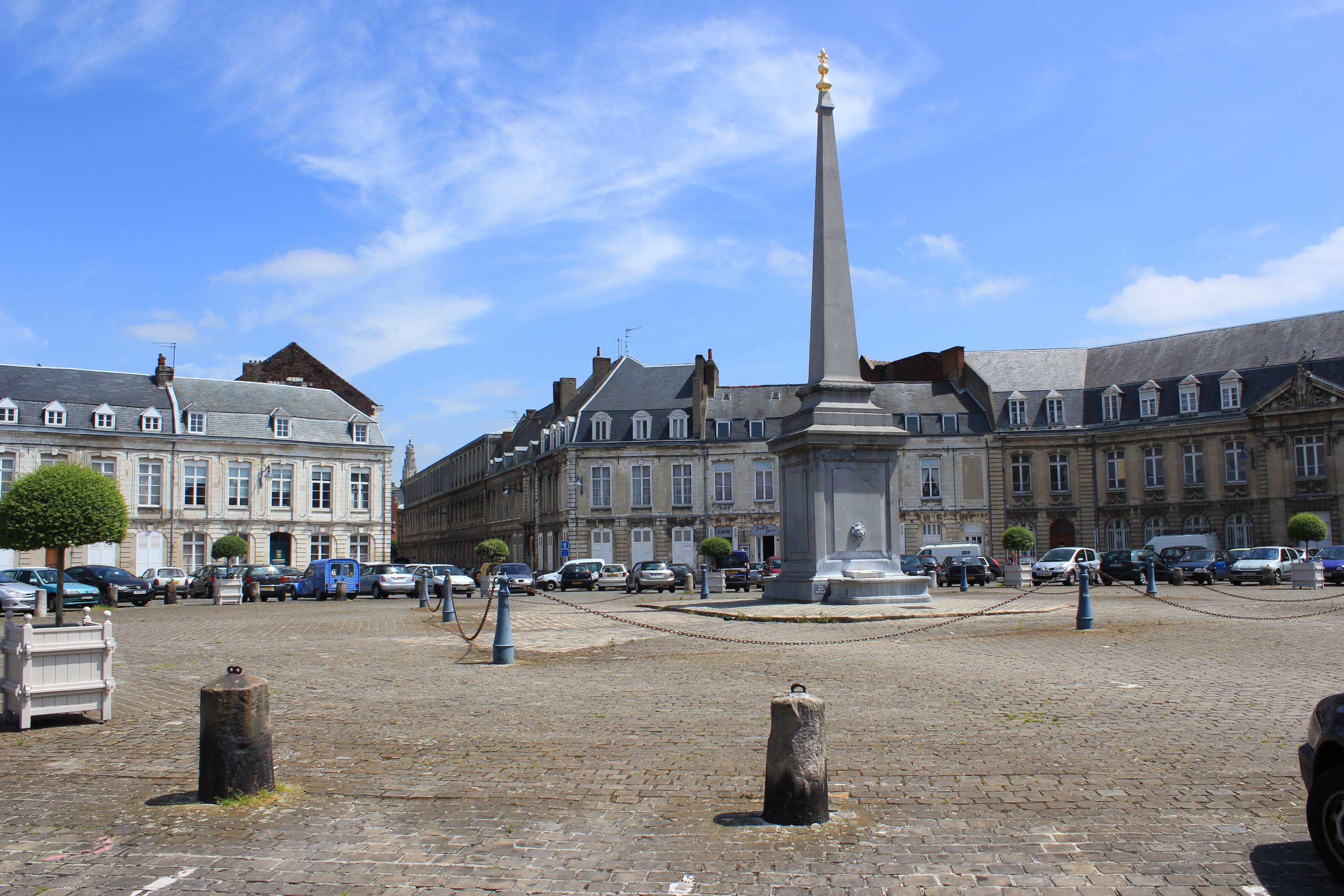
La place Victor-Hugo, de forme octogonale, au centre de laquelle trône un obélisque. Créée par l'architecte Pierre-Louis Beffara entre 1754 et 1779 sur d'anciens marécages, elle accueille de 1821 à 1950 un marché aux bestiaux.

La cité historique était implantée dans les remparts. Les plus vieilles constructions encore debout se situent à proximité du beffroi, au niveau de la Grand'Place et du tribunal de grande instance. À l'issue du Moyen Âge, l'obligation de bâtir dans des matériaux résistants au feu (à la place du bois et du torchis) a marqué le tissu urbain : en 1583, l'édit de Philippe II d'Espagne dispose que toute nouvelle construction doit se faire en pierres ou en briques, sans aucune saillie sur l'espace public. Malgré un renouvellement urbain récurrent (la ville est reconstruite à environ 90 % au XVIIe siècle et à 95 % au XXe siècle), le centre a conservé son organisation historique, faite de larges places, aménagées pour le commerce, mais également de ruelles étroites, et ses façades de qualité. La richesse de la ville à l'époque moderne est également encore lisible dans l'espace urbain. De nombreux hôtels particuliers subsistent encore autour du tribunal, avec leurs cours privées, leurs murs d'enceinte parfois.
Dans le centre, on compte plusieurs quartiers :
- Le quartier des Basses-Rues, enserré entre les rues du Rivage, du Crinchon, Sainte-Croix et Méaulens[37]. Issu de l'ancienne paroisse Sainte-Croix, il se structure autour de l'actuelle place Guy-Mollet, qui constitue l'ancien emplacement de l'église Sainte-Croix. Ce quartier est avant tout résidentiel, le parcellaire y est étroit[38].
- La Haute-Ville, structurant l'hypercentre d'Arras. Elle est caractérisée par le beffroi et ses rues nobles aux façades de pierres[39]. Elle est formée par les paroisses Saint-Géry, La Madeleine et Saint-Jean-de-Ronville[38].
- Le quartier Saint-Maurice. Il regroupe les anciennes paroisses Saint-Maurice et Saint-Aubert, qui constituent le quartier populaire d'Arras. Tout comme le quartier des Basses-Rues, il se caractérise par de petites parcelles sur lesquelles s'élèvent des habitations ouvrières[38].
- La Basse-Ville a été dessinée au XVIIIe siècle[36] sur les plans de l'architecte Beffara. Contrairement au centre-ville, les artères y sont larges et convergent vers une place octogonale : la place Victor-Hugo. Il constitue le quartier des grandes demeures bourgeoises[38].

La citadelle se situe au sud-ouest ; son emplacement fut choisi au XVIIe siècle car il permettait d'inonder les fossés avec l'eau du Crinchon.
Les remparts ont été ensuite enlevés à la fin du XIXe siècle et ont laissé la place à des boulevards périphériques.
En dehors du centre, la Cité d'Arras ainsi que ses faubourgs (Faubourg d'Amiens, Baudimont, Maître-Adam) forment un ensemble de quartiers séparés de la ville d'Arras durant l'Ancien régime. Il faut attendre 1749 pour que ces deux ensembles soient réunis sous le nom d'Arras.

#### Faubourgs
La ville possède différents faubourgs, situés à l'extérieur du centre. Certains d'entre eux existent encore de nos jours en tant que quartiers :
- Le faubourg Ronville, dans le sud de la ville, structuré autour de l'Avenue Lobbedez entre la route de Bucquoy et la rue de Saint-Quentin, qui a été anciennement nommé Faubourg du Temple, en raison de sa proximité avec la maison des Templiers ; puis Faubourg des Alouettes, à cause d'une de ses maisons nommée ainsi sur la route de Bapaume[42].
- La faubourg de la Basècle, structuré autour de la rue d'Achicourt, où se dressait une église appelée Saint-Vedastus Basilice, en français Saint-Vaast de la Basècle.
- Le faubourg Méaulens, enserré entre la rue de Lens et la rue Michelet, sur les chemins menant à Saint-Nicolas et à Sainte-Catherine, où s'édifient une abondance de constructions provisoires[43].
- Le faubourg Saint-Sauveur, présentant un bâti hétérogène, où se mêlent maisons de ville du début du XXe siècle et immeubles locatifs récents, comme l'université d'Artois construite dans les années 1990, qui est venue bouleverser la structure de ces quartiers occupés de nos jours par un nombre grandissant de logements destinés aux étudiants[38].
- Le faubourg Saint-Michel[44], où le bâti a été reconstruit en partie sur Arras et Saint-Laurent-Blangy[45].

#### Architecture

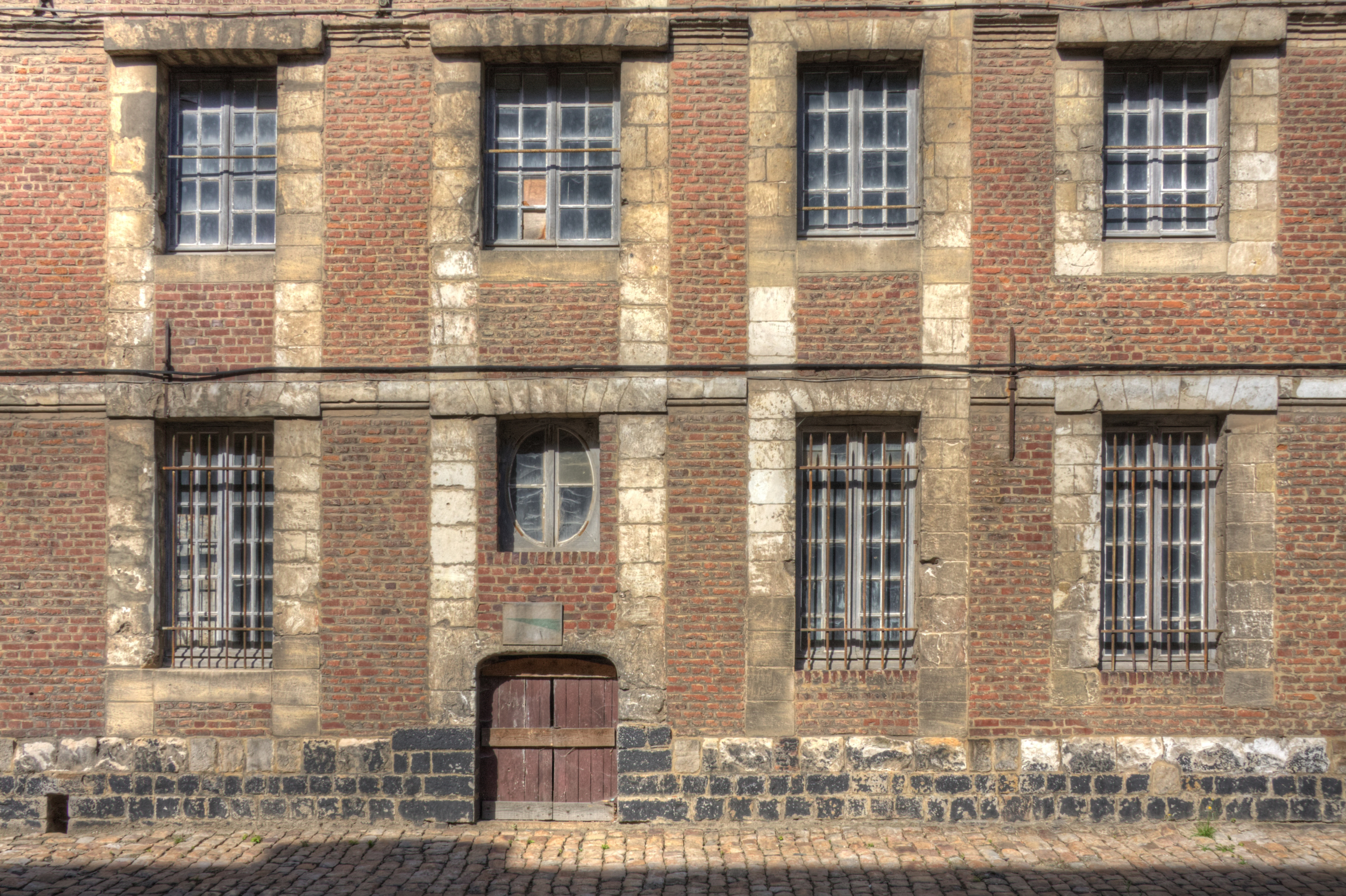
Soubassement de grès à la citadelle d'Arras.

Les matériaux traditionnels, à la suite de l'édit de Philippe II, sont la pierre et la brique. Comme la craie est perméable, on utilise du grès en soubassement, pour éviter les infiltrations humides.
Plusieurs styles architecturaux se côtoient dans la ville.
Avant la Première Guerre mondiale, l'architecture correspond à des tendances nationales voire internationales. Le beffroi, commencé en 1501, est gothique flamboyant. Arras n'a été française que tardivement, le rattachement à la France n'est définitif et ratifié qu'en 1659 par le traité des Pyrénées. L'architecture flamande a fortement influencé les constructions de la ville, par l'art d'assembler la brique et la pierre, et par ses façades avec pignon à gradins et surtout pignon à volutes. Sur les places, on construisait pignon sur rue afin que plus de marchands puissent donner sur l'espace public. Le premier bâtiment pleinement d'architecture classique conservé dans la ville date de 1701. Arras rattachée à la France, l'influence française s'affirme. Ce style sobre se retrouve dans les hôtels particuliers, rassemblés à proximité des lieux de pouvoir.
Après guerre, de nouveaux matériaux et techniques apparaissent, les styles se diversifient. L'architecture Art déco est présente à Arras après guerre, comme dans d'autres villes de la région (piscines…). Il existe également quelques références d'architectures balnéaires. On trouve des exemples d'architecture industrielle (toiture en sheds). Dans la deuxième moitié du XXe siècle, des équipements publics d'architecture fonctionnaliste sont construits, dans un souci de salubrité et de confort : immeubles, lycée Gambetta… Enfin, le début du XXIe siècle voit le développement de rénovations urbaines, avec l'amélioration de l'isolation des bâtiments existants.

### Logement
En 2021, le nombre total de logements dans la commune était de 24 160, alors qu'il était de 22 866 en 2015 et de 22 373 en 2010. 
Parmi ces logements, 88,3 % étaient des résidences principales, 1,6 % des résidences secondaires et 10,1 % des logements vacants. Ces logements étaient pour 33,5 % d'entre eux des maisons individuelles et pour 66,0 % des appartements. 
Le tableau ci-dessous présente la typologie des logements à Arras en 2021 en comparaison avec celle du Pas-de-Calais et de la France entière. Une caractéristique marquante du parc de logements est ainsi la faible proportion des résidences secondaires et logements occasionnels (1,6 %) par rapport au département (6,5 %) et à la France entière (9,7 %). 
| Typologie                                               | Arras | Pas-de-Calais | France entière |
| ------------------------------------------------------- | ----- | ------------- | -------------- |
| Résidences principales (en %)                           | 88,3  | 86,1          | 82,2           |
| Résidences secondaires et logements occasionnels (en %) | 1,6   | 6,5           | 9,7            |
| Logements vacants (en %)                                | 10,1  | 7,3           | 8,1            |

### Projets d'aménagement
La ville d'Arras était candidate en novembre 2003 à l'implantation d'une antenne du musée du Louvre (Louvre II), mais le Premier ministre Jean-Pierre Raffarin a préféré Lens afin de « tenter d'apporter un attrait touristique à une agglomération en grave crise économique ». En conséquence, la mairie d'Arras sous l'impulsion notamment de Jean-Marie Vanlerenberghe a projeté la création d'un « Quartier des Arts » autour du Théâtre d'Arras et du palais Saint-Vaast. L'objectif est de rénover le site du musée des beaux-arts en regroupant dans le même bâtiment médiathèque, conservatoire de musique et de réhabiliter le patrimoine de ce quartier. C'est dans ce contexte que l'Hôtel de Guînes est ouvert au public, dans le cadre des maisons Folies et de la dynamique créée par Lille Capitale européenne de la culture en 2004.
Toutefois, le projet de quartier des Arts s'enlise. En 2016, il est remplacé par la réfection et l'ouverture au public du nouveau conservatoire de musique et de l'office culturel dans les locaux de l'ancien Hospice Saint-Pierre, au nord de la ville.
Les grands projets de développement à Arras sont désormais inscrits dans le cadre de la communauté urbaine d'Arras. C'est elle qui anime la requalification de la citadelle d'Arras depuis la fermeture de la base militaire en 2009, avec un programme de bureaux administratifs, de logements de standing et une résidence étudiante, ainsi que des programmes touristiques variés, entre sports (accrobranche) et visites thématiques, et également une préparation militaire Marine depuis fin 2021. La communauté urbaine soutient également le développement d'une nouvelle zone d'activité industrielles de haute technologie et logistiques au nord d'Arras sur la zone Actiparc, située sur les territoires des communes de Saint-Laurent-Blangy et Bailleul-Sir-Berthoult notamment, à proximité de l'autoroute A1, de l'autoroute A26 et de la route nationale 17.
Par ailleurs, les projets de rénovation et de réhabilitation urbaine se poursuivent, avec la transformation des anciennes casernes militaires en logements mixtes, et des programmes immobiliers afin d'éliminer progressivement les dents creuses de l'espace intra-boulevards et des quartiers est, à proximité de l'université d'Artois.

### Voies de communication et transports

#### Voies routières
Arras se situe au croisement de deux autoroutes françaises, l'A1 entre Paris et Lille, mise en service en 1958 (pour la section concernée, entre Fresnes-lès-Montauban et Carvin), et l'A26 entre Calais et Troyes, ouverte en 1992. L'autoroute A26 se confond pour partie avec la route européenne E17 d'Anvers à Beaune via Lille et Reims. La route européenne 15 est également un axe européen essentiel, reliant le Royaume-Uni à l'Espagne. Le croisement entre l'A26 et l'A1 près d'Arras constitue un échangeur important de cette route.
Arras et son agglomération sont desservies par trois échangeurs autoroutiers : sur l'A1, les sorties 15 (à Wancourt) et 16 (à Fresnes-les-Montauban) et sur l'A26, la sortie 7 (à Thélus).
Arras est également au centre d'un réseau de routes départementales et nationales, avec parmi les plus importantes : la route départementale 917 vers Bapaume, Péronne et Le Bourget au sud, Lens, Lille et Halluin au nord ; la route départementale 950 vers Douai ; la route départementale 939 vers Cambrai à l'est, et Le Touquet à l'ouest ; la RN 25 vers Doullens et Amiens au sud ; la route départementale 341 vers Bruay-la-Buissière.
Au 23 octobre 2019, cinq stations Citiz sont en place dans la commune, pour effectuer de l'autopartage.

#### Voies ferroviaires

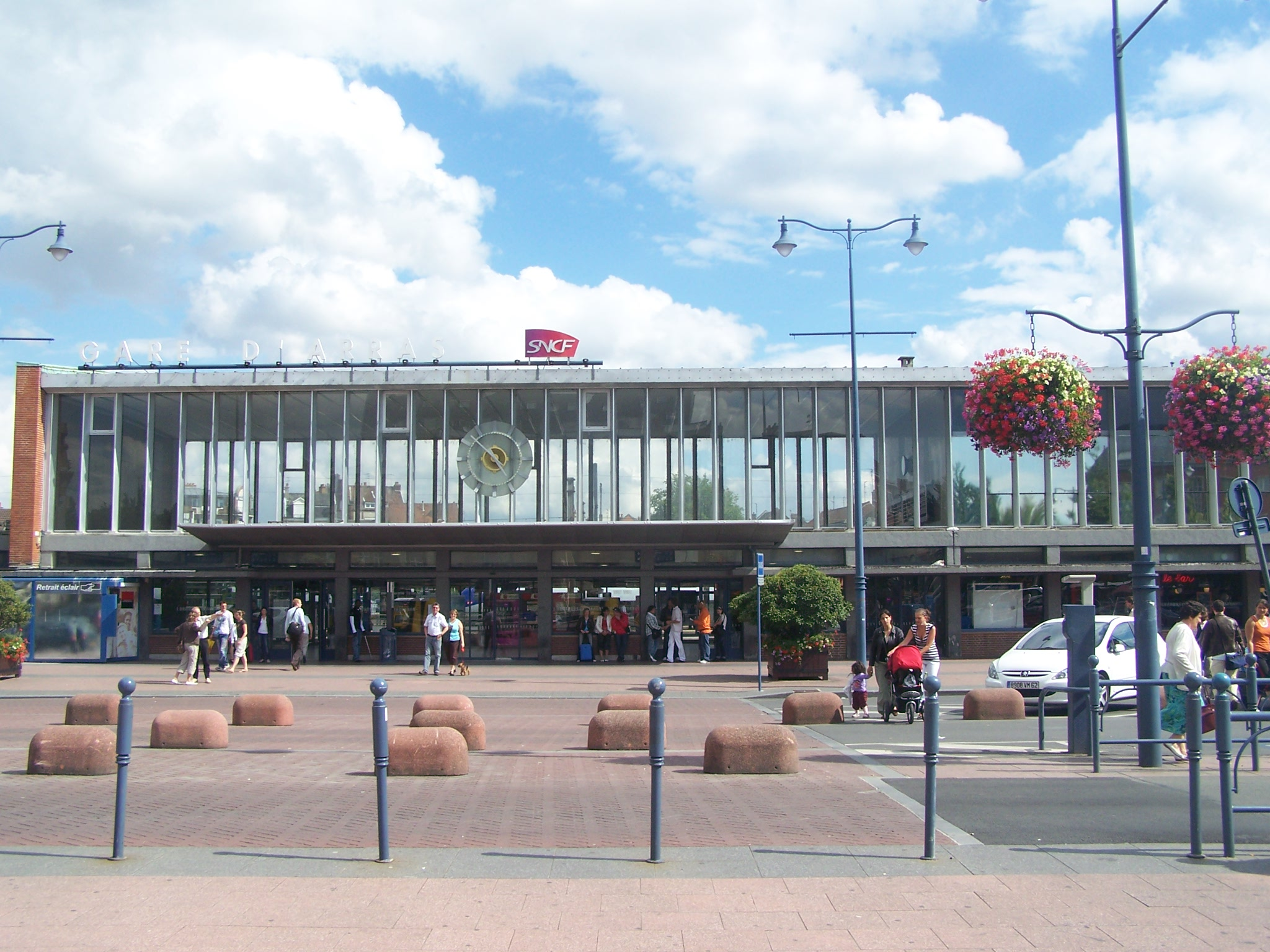
La gare SNCF (place du Maréchal-Foch).

Arras est également bien desservie par sa gare SNCF, qui propose des liaisons TGV directes vers Paris-Nord (le trajet dure environ 50 min), mais également vers ou depuis Lyon, Marseille, Montpellier, Bordeaux, Bruxelles et, plusieurs week-ends pendant la saison hivernale, vers Bourg-Saint-Maurice.
De plus, Arras est directement reliée aux gares régionales de Lille-Flandres, Lens, Hazebrouck, Dunkerque, Douai, Valenciennes (uniquement en TGV) et Saint-Pol-sur-Ternoise. Enfin, Arras dispose de deux aller-retours quotidiens en TERGV (uniquement les jours ouvrés), vers Lille-Europe (trajet d'environ 20 min).

#### Transport aérien
Arras est à proximité immédiate de l'aérodrome de Roclincourt, ouvert à l'aviation de loisirs. L'aéroport commercial le plus proche est celui de Lille-Lesquin à environ 45 km au nord-est. L'aéroport de Paris-Charles-de-Gaulle est à 156 km au sud.

#### Transports en commun
La communauté urbaine d'Arras est l'autorité organisatrice du réseau d'autobus, exploité sous le nom d'« Artis » par la société Keolis Arras, filiale de Keolis. En 2024, la société emploie 169 salariés dont 131 conducteurs et dispose de 83 véhicules. De plus, la ville dispose d'un réseau de minibus gratuits qui relie les parking des boulevards (gratuits eux aussi) au centre-ville et avec plusieurs désertes.

#### Pistes cyclables
Afin de faciliter les modes de déplacements doux, la ville a mis en place des doubles-sens cyclables.

### Risques naturels et technologiques
Le risque sismique est faible sur l'ensemble du territoire communal (zone 2 sur 5 du zonage mis en place en mai 2011), comme dans la majorité du Pas-de-Calais.

## Toponymie
Le nom de la localité est attesté sous les formes Nemetocenna vers 50 avant J.-C. ; Nemetac vers 27 avant J.-C. ; Ὀριγίακον, Nemetacum au IIe siècle ; Nemetaco au IIIe siècle ; Atrabatæ vers 300 ; Civitas Atrabatum fin du IVe siècle ; Atrebatæ au IVe siècle ; Attrebatum au IVe siècle ; Attrebatis civitas en 674 ; Arrat, Atrebetis au VIIIe siècle ; Atrebas en 875 ; Atrebatis en 881 ; Athrebas, Atrebata, Atrabas, Adradis au IXe siècle ; Atrebais, Atrebats en 840-875 ; Atrasum, Atrebatum urbs, Atravatum au IXe siècle ; Atrabatense castrum en 893 ; Atrabatis en 905 ; Atrapis castrum en 920 ; Atrebatum en 977 ; Atrebate en 1119 ; Attrebatis en 1119 ; Aras, Arras au XIIe siècle ; Arars en 1270 ; Araz en 1297 ; Arraz en 1329 ; Aarras en 1424 ; « Franchise nagaires dicte Arras » en 1482 ; « Civitas Libertinensis » en 1482 ; Arrau en 1636 ; Arrhas en 1670 ; Atrecht au XVIIe siècle.
Jules César mentionne la ville sous la forme Nemetocenna dans ses Commentaires sur la Guerre des Gaules. Le premier élément est le celtique nemeto- « enclos sacré, temple », suivi d'un second élément -cenna, dont l'origine n'est pas établie.
À l'époque romaine, lors de la réorganisation du village en civitas, le nom est attesté sous une forme latinisée Nemetacum Atrebatum. Ce nouveau toponyme est toujours formé sur la base du radical Nemet-, mais -cenna y est remplacé par le suffixe gallo-roman d'origine gauloise -acum, ayant dans ce cas une fonction locative, comprendre « lieu de l'enclos sacré, lieu du temple », suivi de l'ethnonyme latinisé Atrebatum désignant les Atrebates, dont elle est le chef-lieu. Comme souvent, seul le nom du peuple subsistera selon un processus bien connu ailleurs en Gaule. Atrabatæ vers 300 pour Les Atrébates (en latin Atrebates), peuple celte de Gaule belgique, Ils vivaient en Atrébatie correspondant approximativement à l'Artois, dont l'étymologie s'explique par leur nom. Leur oppidum Nemetocenna (ou Nemetacon « le pays, le terrain appartenant au sanctuaire » cf. nemeto- et suffixe -āko.) est connu à partir de la période du Bas-Empire romain sous le nom Arras (Atrebate au XIIe siècle), qui conserve également cet ethnonyme selon un processus fréquemment observé en Gaule.
Elle est connue sous ce nom dès le IVe siècle puis est mentionnée au IXe siècle sous la forme Athrebate, enfin Arras au XIIe siècle. Le [t], devant le [r], s'est régulièrement amuï en langue d'oïl (cf. verre < ancien français voirre < gallo-roman VITRU, du latin vitrum qui a donné aussi vitre par emprunt savant).
L'homophonie avec Arras (Ardèche, Aratica 987) et Arras (Hautes-Pyrénées, vraisemblablement ancien *Arrast) est fortuite. En Allemagne, dans l'arrondissement de Saxe centrale, un hameau près de Leisnig et un village près de Geringswalde sont aussi nommés Arras, il s'agit vraisemblablement d'un transfert de toponyme dû à des immigrés au Moyen Âge. Il y a un château Arras en Allemagne au long de la Moselle, non loin de Cochem. On retrouve le nom de famille Arras en Belgique (Flandre) et en Allemagne (Hesse), mais il peut s'agir aussi de descendants de Huguenots venus du sud de la France.
En néerlandais et allemand, Arras se nomme Atrecht, ce qui semble signifier « pont (ou gué) sur l'Aa » (cf. Maastricht, « pont sur la Meuse », etc.) ; toutefois les rivières qui passent à Arras ne sont pas l'Aa mais la Scarpe et son affluent le Crinchon. Il s'agit ici d'une coïncidence avec le composant -trecht, -drecht ou -tricht, qui en bien d'autres lieux du domaine néerlandophone désigne un passage de rivière.

## Histoire
| Appartenances historiques Empire romain (Gaule belgique) 27 av J.-C.-465 (492 ans) Royaume des Francs 465-800 (335 ans) Empire carolingien 800-843 (43 ans) Francie occidentale 843-863 (20 ans) Comté de Flandre 863-1180 (317 ans) Royaume de France 1180-1364 (284 ans) Royaume de France 1364-1384 (20 ans) Pays-Bas bourguignons 1384-1477 (108 ans) Royaume de France 1477-1482 (5 ans) Pays-Bas bourguignons 1482-1493 (11 ans) Pays-Bas espagnols 1493-1640 (147 ans) Royaume de France 1640-1792 (152 ans) République française 1792-1804 (12 ans) Empire français 1804-1814 (10 ans) Royaume de France 1814 (1 an) Empire français (Cent-Jours) 1815 (1 an) Zone d'occupation par le Royaume-Uni 1815-1818 (3 ans) Royaume de France 1818-1830 (12 ans) Royaume de France 1830-1848 (18 ans) République française 1848-1852 (4 ans) Second Empire 1852-1870 (18 ans) France 1870-1940 (70 ans) Administration militaire de la Belgique et du Nord de la France 1940-1944 (4 ans) France depuis 1944 |

### Préhistoire
L'homme de Néandertal occupe la région, à proximité d'Arras, il y a 200 000 ans.

### Antiquité

#### Âge du fer
À l'Âge du fer, les Atrébates, un peuple celte de Belgique fondent l'oppidum de Nemetocenna "le pays, le terrain appartenant au sanctuaire" qui devient leur capitale,,. Leur nom est probablement issu du celtique *Adtrebates de *Ad-treba-ti peut-être « ceux qui habitent » ou « ceux qui possèdent des villages », il évoluera en Artois. On retrouve ainsi de nombreux vestiges de la période, situés entre la Scarpe, le Crinchon et le Gy.
Lors de la bataille du Sabis en 57 av. J.-C., une coalition entre les Atrébates, les Viromanduens et les Nerviens est défaite par les légions romaines de Jules César. L'année suivante, l'Atrébatie ainsi que la capitale, Nemetocenna passe sous l'allégeance Romaine en 56 av. J.-C.
Un nouveau roi, Com (Commius en latin) est désigné pour régner depuis Nemetocenna. César lui confie la tâche de convaincre les peuples du sud de l'île de Bretagne de se soumettre au peuple Romain. Cette tâche est si bien menée que César dispense les Atrébates du tribut levé sur les populations conquises et leur restitue leurs lois et leurs institutions.
Cependant en 52 av.J.C., Commius prend fait et cause pour Vercingétorix et la révolte Gauloise. Il se rend à Alésia, alors assiégée, avec 4000 soldats de Nemetocenna et ses environs. Après avoir continué les combats en Atrébatie pendant un an, il dépose finalement les armes en 51 av.J.C. et se rend à Marc-Antoine,.
Il part en exil en Bretagne. Il y rejoindra les Atrébates insulaires, remontant la Tamise et fondera un nouveau royaume en -40 dont la nouvelle capitale sera Calleva Atrebatum, ancienne Silchester.
À la suite de la trahison et de la défaite de Com, les légions Romaines occupent l'Atrébatie. Nemetocenna passe alors totalement sous contrôle romain et devient Nemetacum.

#### Époque romaine
La région est conquise par les Romains en 56 av. J.-C., lors de la guerre des Gaules. Vers 15 av. J.-C. naît le village de Nemetacum sur la colline de Baudimont, que les Romains choisissent comme capitale des Atrébates. Il devient une ville d'importance moyenne, couvrant environ 30 ha, qui fut fortifiée lors des premières incursions de peuples germaniques au IIIe siècle.
Situé au nord de l'empire, Arras abrite au IVe siècle un « sanctuaire germanique » au sein d'un ancien fort romain dans lequel des dépôts votifs sont retrouvés. Le lieu semble avoir servi au culte d'une divinité germanique rappelant Freyr et témoigne de la porosité des frontières et de la germanisation de celles-ci.
Au IVe siècle, Nemetacum était un centre d'artisanat et de commerce réputé pour ses textiles exportés vers tout l'empire.
En 406-407, les Germains détruisent la ville.
En 428, les Francs saliens menés par Clodion le Chevelu conquirent toute la région jusqu'à la Somme. Le général romain Aetius préféra négocier la paix et conclut avec Clodion un traité (fœdus) qui fit des Francs, des « fédérés » combattant pour Rome.
Lors de leur invasion de la Gaule en 451, Attila et les Huns dévastent Arras et plusieurs villes de la région, Thérouanne, Tournai, etc., avant de se diriger vers Amiens et Paris.
Après la conversion de Clovis, un évêché fut créé à Arras en 499, et confié à saint Vaast ; mais il fut rapidement rattaché à celui de Cambrai.

### Moyen Âge

#### Développement au Haut Moyen Âge
Saint Aubert, évêque de Cambrai, transfère le corps de saint Vaast sur les bords du Crinchon et fonde l'abbaye Saint-Vaast en 667.
Au IXe siècle, Arras devient la résidence privilégiée des comtes de Flandre qui y établissent une châtellenie héréditaire.
En 1025, l'évêque d'Arras, Gérard de Cambrai, réunit en l'église Sainte‑Marie un synode pour lutter contre une hérésie, qui sera réprimée.
En 1105, une épidémie provoquée par un champignon sur le blé touche la ville, puis cesse. Certains parlent du « miracle de la sainte Chandelle ».

#### Une ville rayonnante de 1150 à 1250 environ
Des activités liées à l'eau sont possibles grâce à l'emplacement de la ville : les bateaux peuvent accoster place de l'ancien rivage, et l'eau du Crinchon est utilisée dans la fabrication des tissus. Au XIIe siècle, le développement important des institutions et de l'économie grâce à l'abbaye Saint-Vaast permet à la ville de compter onze églises. La prospérité de la ville se traduit dans la reconstruction de sa grande cathédrale en 1161, la cathédrale Notre-Dame-en-Cité, aujourd'hui complètement disparue car détruite sous la Révolution,. En 1163, la ville se dote d'une charte pour les affaires de la cité, qui sert d'exemple aux villes de Flandres.
Arras compte environ 35 000 habitants qui développent un commerce jusqu'à l'Orient grâce à l'industrie drapière : les tapisseries d'Arras sont connues jusqu'en Italie sous le nom darazzi et en Angleterre tout simplement sous le nom dArras. En Pologne, à Cracovie, le château royal du Wawel abrite plus de cent pièces, la plus importante et la plus précieuse collection de tapisseries d'Arras de l'époque de la Renaissance.
En 1191, le traité d'Arras est signé : le territoire actuel du département entre dans le giron du domaine royal.
Au XIIIe siècle, Arras comprend dix paroisses, onze églises, deux chapelles, un praiel, trois hospices, quatre moulins et une halle.
Du Xe siècle au XIIIe siècle, Arras fut un centre culturel important. Située dans le domaine picard, et en tant que plus grand centre littéraire urbain européen au XIIIe siècle, elle s'élève au rang de capitale littéraire de la Picardie à cette époque,. Dès le début du XIIe siècle, on trouve à Arras une Confrérie des Jongleurs et Bourgeois. Au sein de cette association, le trouvère arrageois Adam de la Halle écrira Le Jeu de la feuillée, première œuvre de théâtre profane en français, précisément en dialecte picard. C'est dans cette même ville que Jean Bodel compose Le Jeu de saint Nicolas, premier miracle français.

#### Une ville bourguignonne tourmentée à la fin du Moyen Âge
La ville est ensuite bourguignonne du XIVe siècle au XVe siècle.
En 1415, Colart de Montbertaut, mayeur d'Arras, trouve la mort lors de la bataille d'Azincourt en 1415.
En 1430, Jeanne d'Arc, prisonnière, est enfermée dans la région d'Arras, peut-être au château de Bellemotte à Saint-Laurent-Blangy. La paix d'Arras de 1435 réconcilie les Valois de France et de Bourgogne, et met fin aux guerres commencées en 1345.

Arras et l'Artois marquent la frontière Ouest de ces territoires, devenant une zone majeure des conflits internationaux.

En 1460, commença à Arras un des plus célèbres procès en sorcellerie de l'Inquisition, la grande vauderie d'Arras.
Dans la seconde moitie du XVe siècle, la ville d'Arras subit d'énormes bouleversements. Après avoir, en août 1463, racheté les villes de la Somme dont Arras, de son oncle Philippe III de Bourgogne, Louis XI y séjourna paisiblement en janvier 1464. Par ses lettres patentes expédiées en février 1464, le roi autorisa une foire de trois jours par an à cette ville, afin que la fuite de devises soit diminuée, en raison des foires puissantes d'Anvers et de Bruges. Selon le Traité de Conflans (1465) puis celui de Péronne (1468), le roi dut les rendre à Charles le Téméraire. À la suite de la mort de ce dernier, l'armée royale occupa Arras en mai 1477, après plusieurs mois de batailles. Imposée alors de 43 000 écus d'indemnité, la ville se vida rapidement.
Louis XI voulut la repeupler de gens mecquaniques de tous estats, mestiers et vacations  empruntés aux principales villes de France. Par exemple, Laval dut fournir son contingent qui part le 2 juillet 1477. Ils arrivèrent dans la ville désolée, et bien peu y demeurèrent malgré les privilèges étendus qui leur y étaient offerts. Très peu néanmoins revinrent dans leur ville natale.
Le 4 juillet 1479, Arras devint française. Le traité d'Arras (1482), la paix entre la France et l'Autriche, conclut que l'Artois entrait dans la dot de Marguerite d'Autriche, fiancée du futur Charles VIII. Les anciens habitants refuges jusqu'à Lille et à Roubaix commencèrent à revenir, notamment les bourgeois. Enfin, en 1491, le mariage obligé de Charles VIII et d'Anne de Bretagne, selon une situation politique délicate, fit rendre la ville d'Arras au Habsbourg, avec Marguerite d'Autriche qui avait grandi à Amboise, fille de feue Marie de Bourgogne.

### Époque moderne

#### Pendant la Renaissance

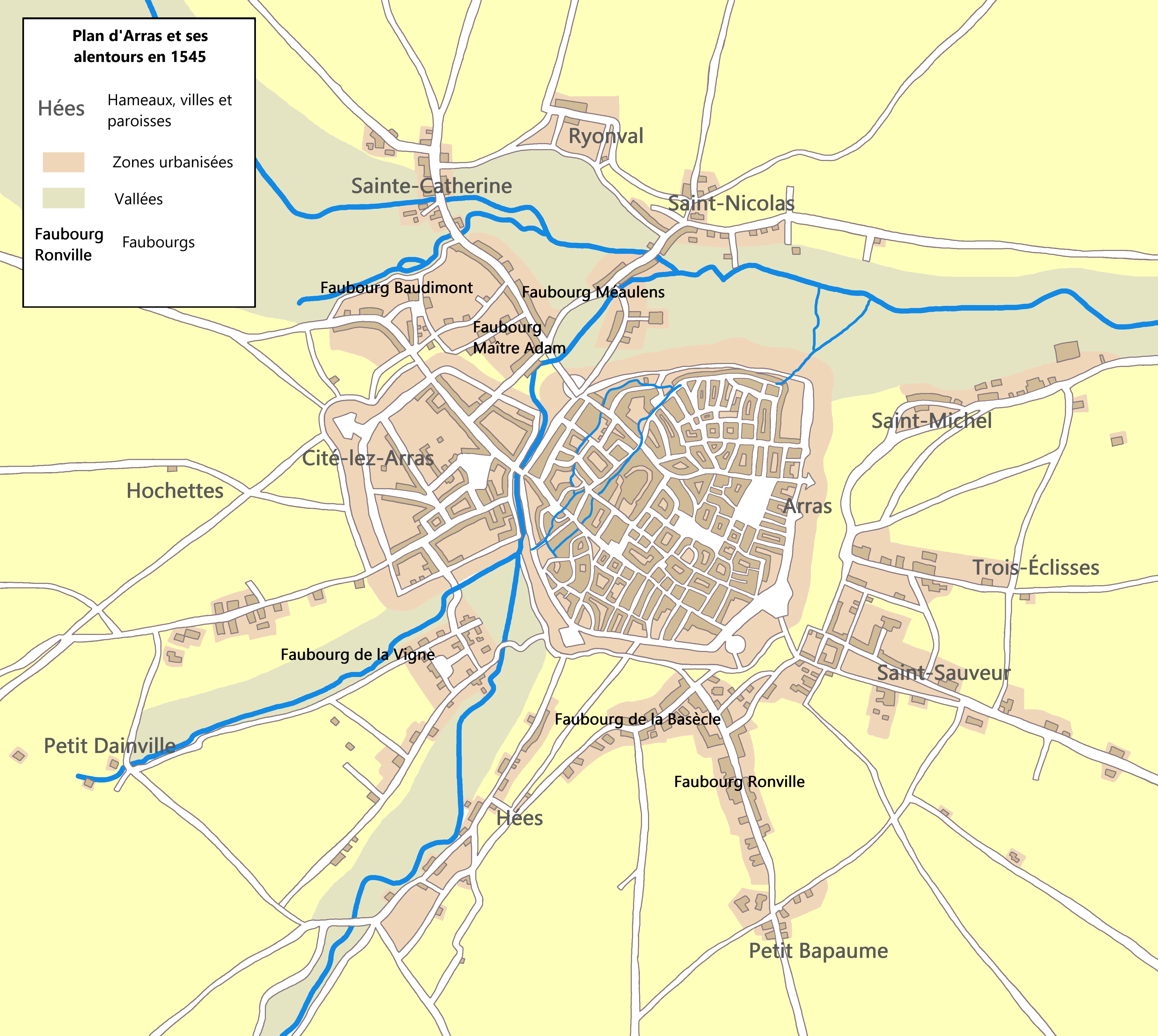
Arras et ses alentours en 1545,,.

Au début du XVIe siècle, l'Artois est disputé lors des guerres opposant François Ier et Charles Quint. En 1525, il n'y a plus qu'une centaine de marchands à Arras. L'activité textile ne s'améliore guère par la suite ; les conflits font fuir les artisans à Lille et Roubaix. Le Traité de Madrid de 1526 rattacha Arras aux Pays-Bas espagnols, mais il ne fut pas respecté par François Ier ; les conflits continuèrent jusqu'à la fin de son règne.
Lors de la Réforme qui enflamma la région, la ville d'Arras demeura fidèle au camp catholique, et signifia sa loyauté au roi d'Espagne lors de l'Union d'Arras en 1579. Ponthus Payen, bourgeois d'Arras, écrivit sur la révolte des Gueux (1566 et 1567) ainsi que sur « les troubles d'Arras » de 1577 et 1578.

#### Guerres de Trente ans

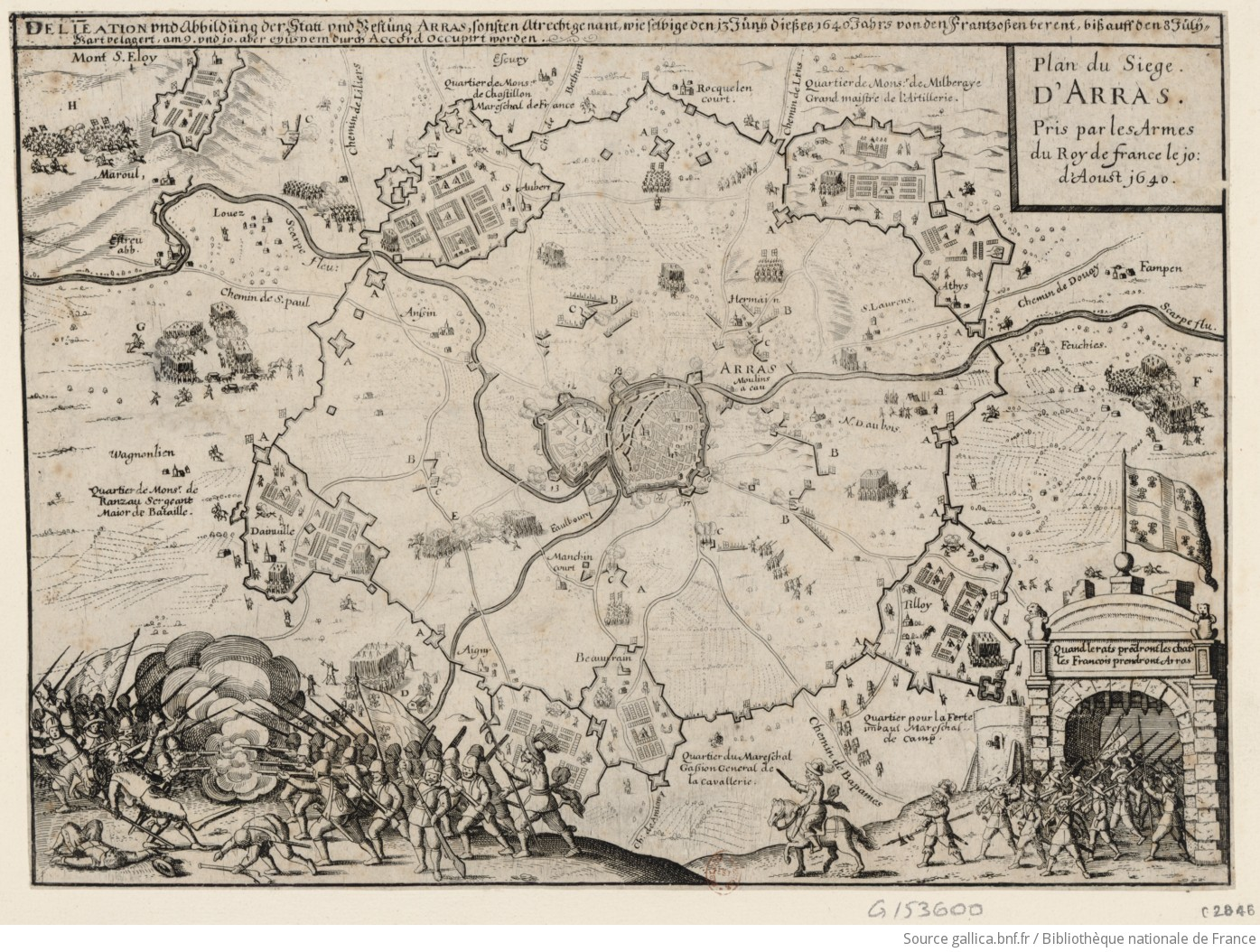
Plan du siège d'Arras.

Au cœur des dissentions politico-religieuses de l'époque, Arras est le symbole de la lutte entre l'accroissement du protestantisme, les révoltes de territoires allemands et la contre-réforme dont font partie les Habsbourg, alors la bête noire de la maison de Bourbon. De plus, les Provinces unies des Pays-Bas gagnent en indépendance sur les Pays-Bas espagnols et sont en guerre contre les Habsbourg lors de la guerre d'indépendance néerlandaise (1581-1609). Dans les années 1630, la Suède et les royaumes allemands (protestants) peinent à reprendre le dessus sur l'empereur et le roi d'Espagne. Le royaume de France s'engage dans le conflit en 1635.

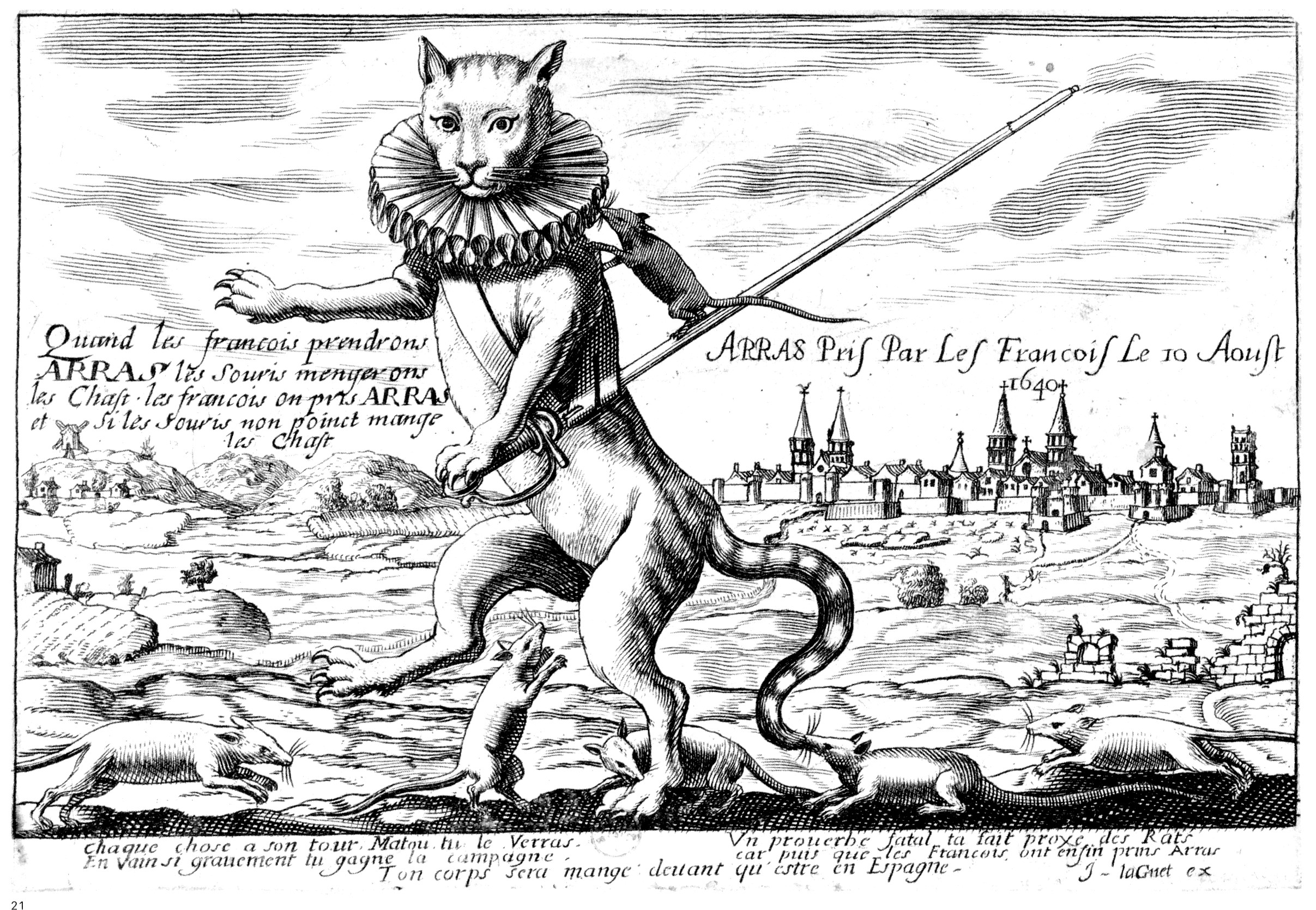
Estampe satirique de la prise d'Arras.

Le siège d'Arras débute en juin 1640. En juillet les troupes espagnoles occupent le plateau du Mont-Saint-Éloi et organisent le blocus des ravitaillements. Richelieu ainsi que le roi Louis XIII organisent les renforts en guidant dix huit mille hommes des gardes françaises dont fait alors partie D'Artagnan. En fiction, c'est pendant ce siège que se déroule l'acte IV de Cyrano de Bergerac, où Christian trouve la mort.
La ville est finalement prise le 9 août de cette même année. Le beffroi gardera jusqu'en 1833 de nombreuses stigmates de boulets du siège de 1640.
En entrant dans la ville, les Français découvrent un message que les troupes des Habsbourg, avaient écrites sur une de ses portes : « Quand les Français prendront Arras, les souris mangeront les chats ».
Les Français conservèrent l'inscription, après avoir effacé le p du mot, prendront devenant : « Quand les Français rendront Arras, les souris mangeront les chats ».

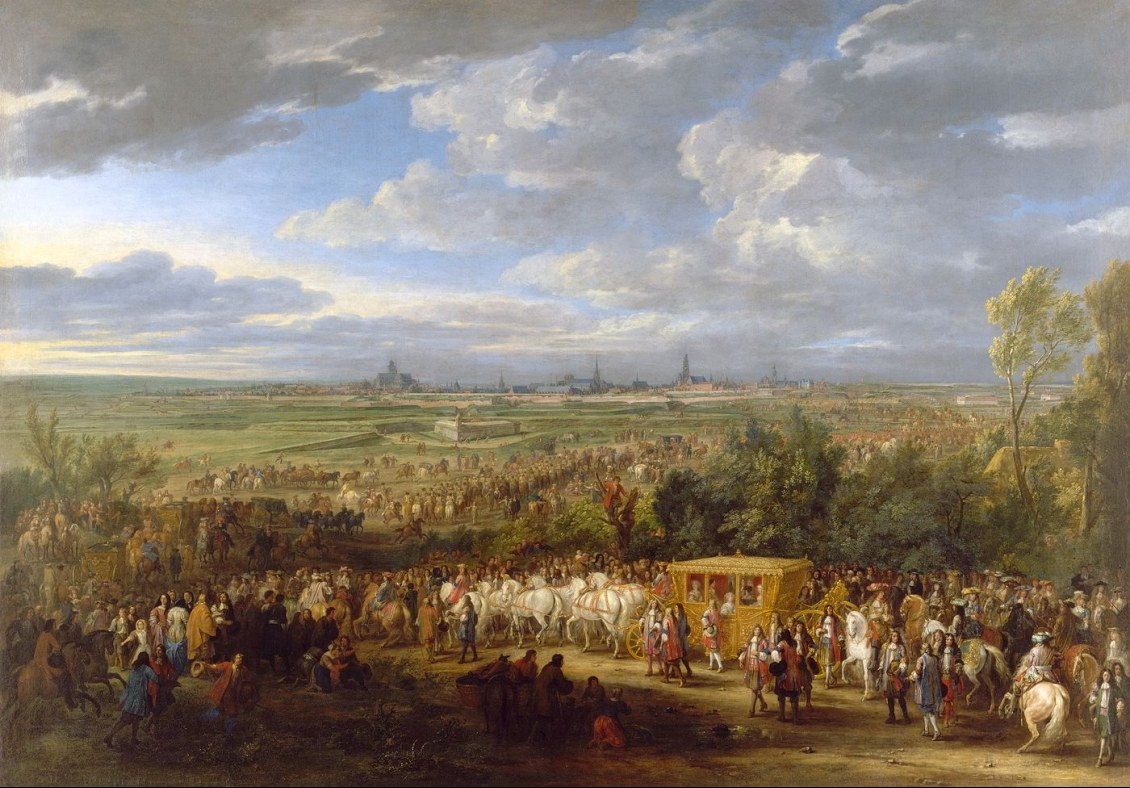
L'entrée du roi Louis XIV et de la reine Marie-Thérèse à Arras le 30 juillet 1667. Toile d'Adam François van der Meulen (château de Versailles).

La ville est de nouveau assiégée par les Espagnols en 1654 (épisode du secours d'Arras) ; Vauban participe à sa défense sans commander et la ville est reprise par Turenne. Cependant, le rattachement à la France n'est définitif et ratifié qu'en 1659 par le traité des Pyrénées.

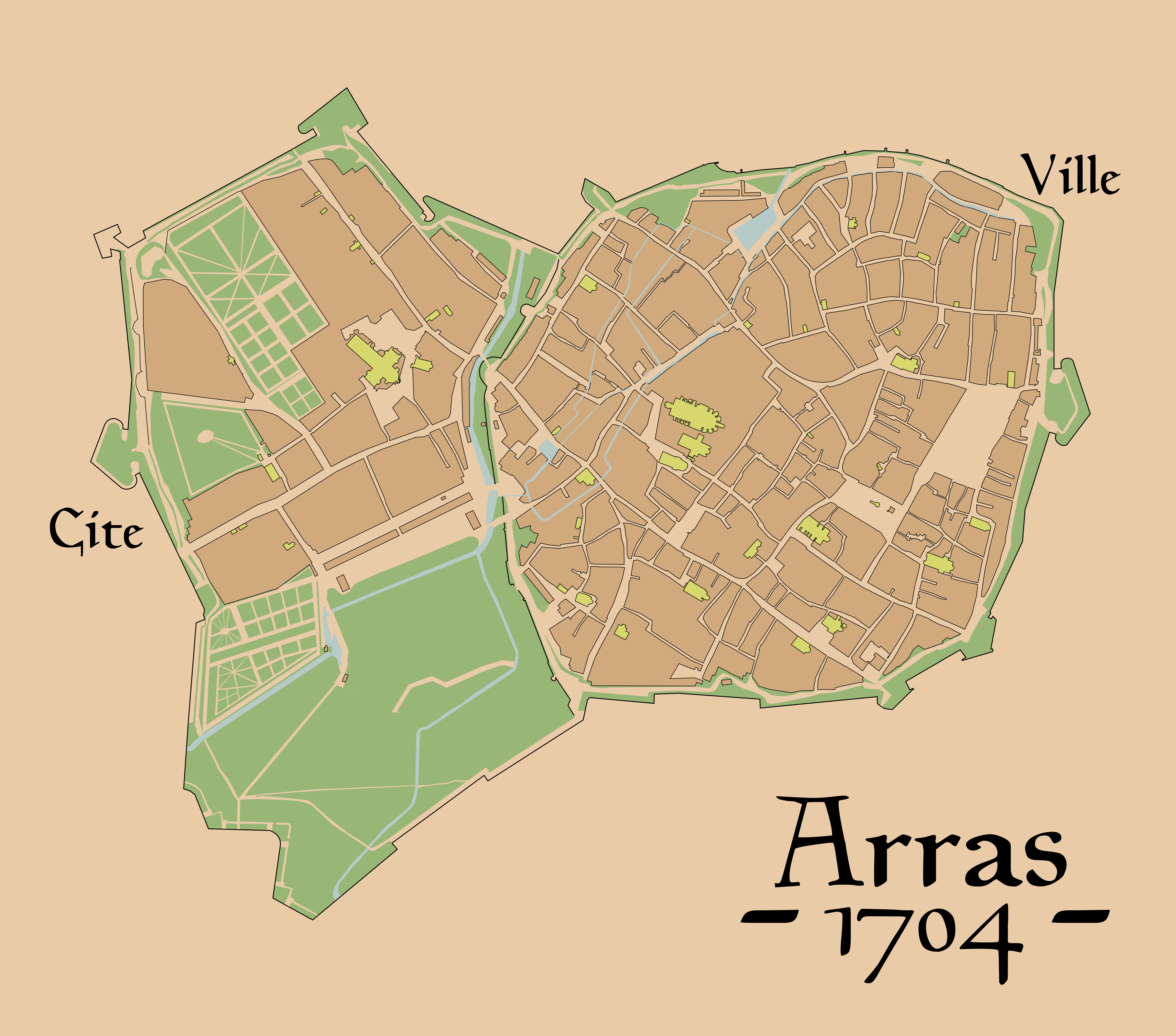
Plan d'Arras selon Jean Dessaily - 1704, avec la Cité séparée de la ville.
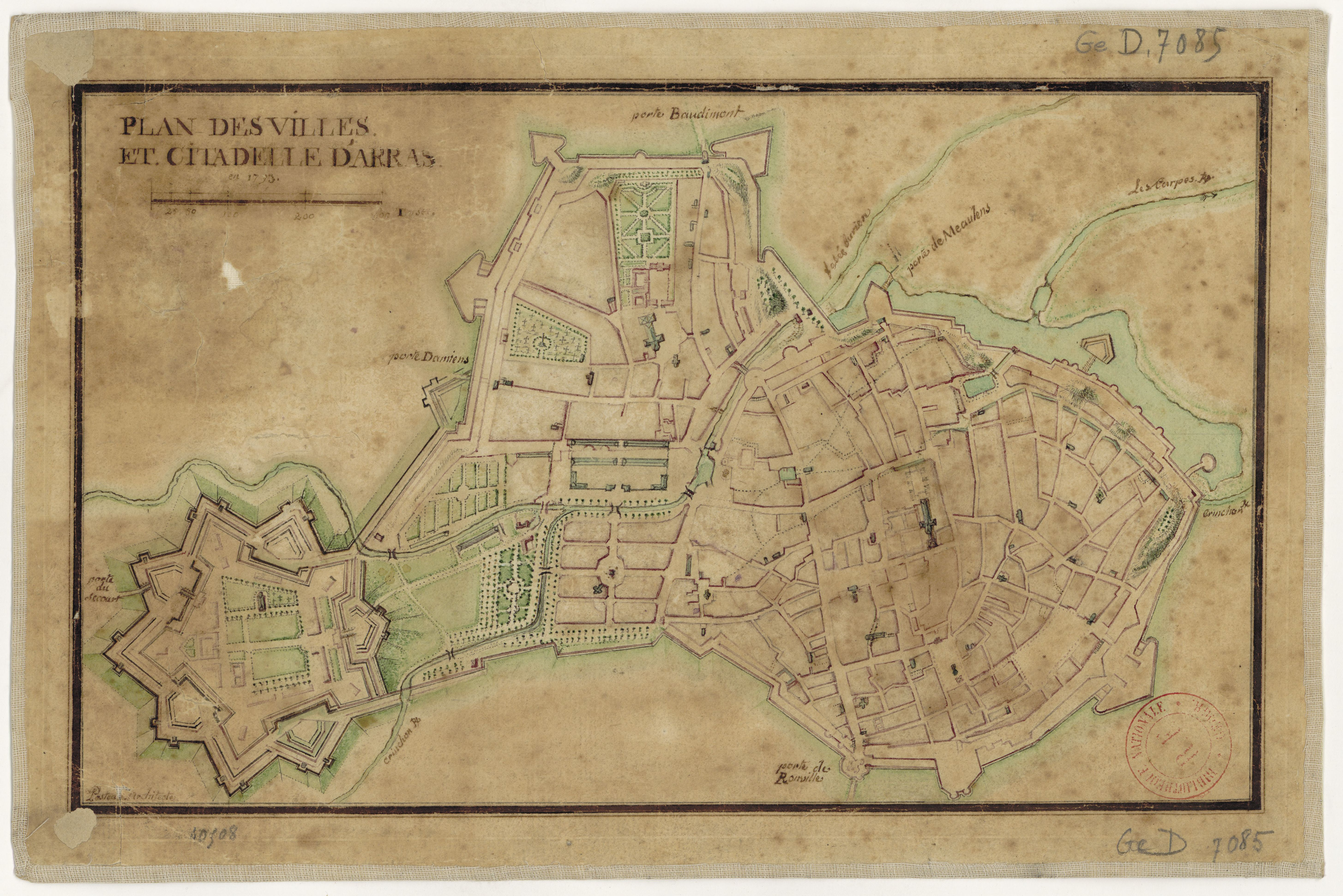
Plan d'Arras en 1793.
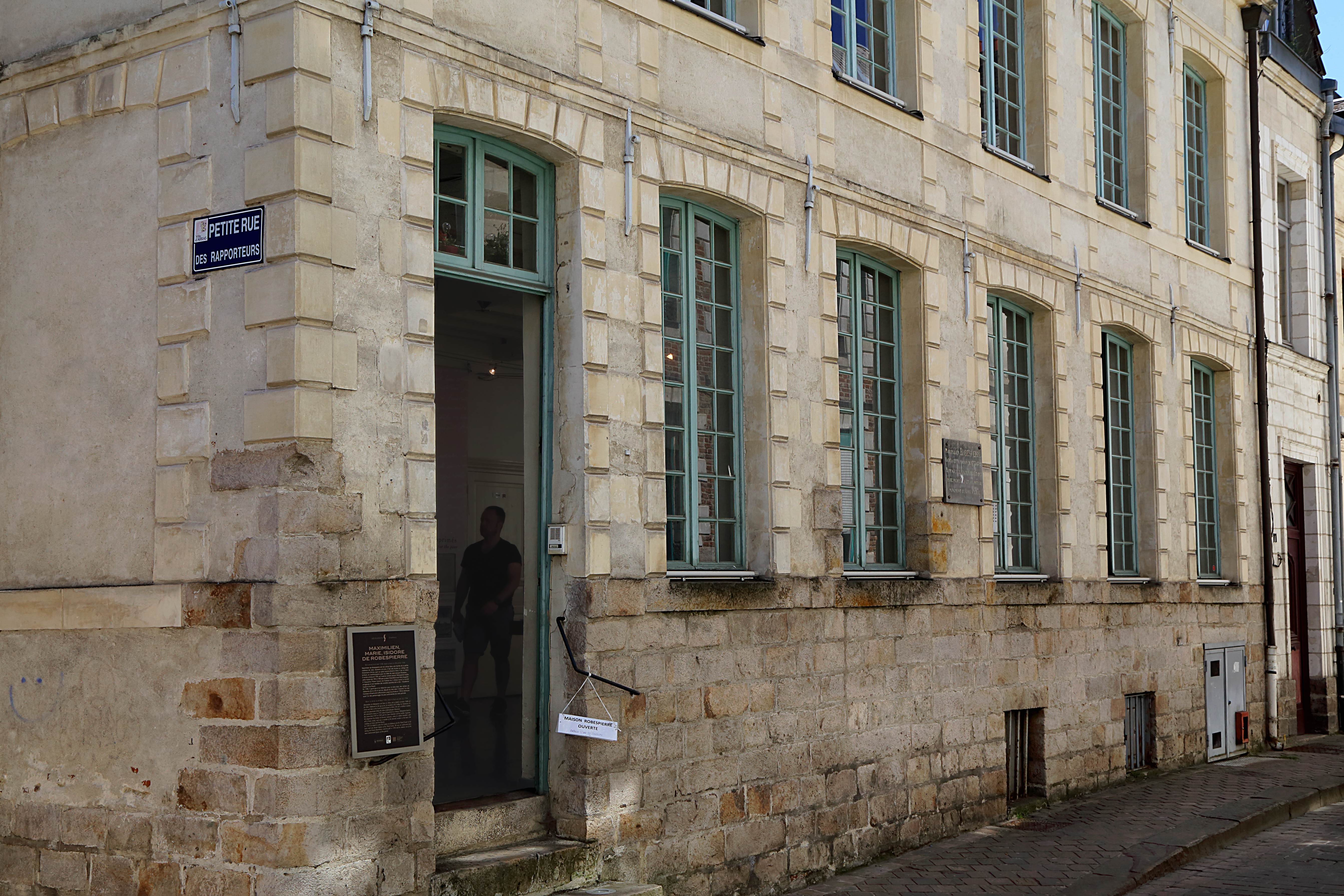
Maison de Maximilien de Robespierre, construite en 1730, située rue Maximilien-de-Robespierre (ex-rue de la Gouvernance). Il y logeait de 1787 à 1789 avec sa sœur Charlotte et son frère Augustin et c'est là qu'il rédigea les textes prérévolutionnaires.
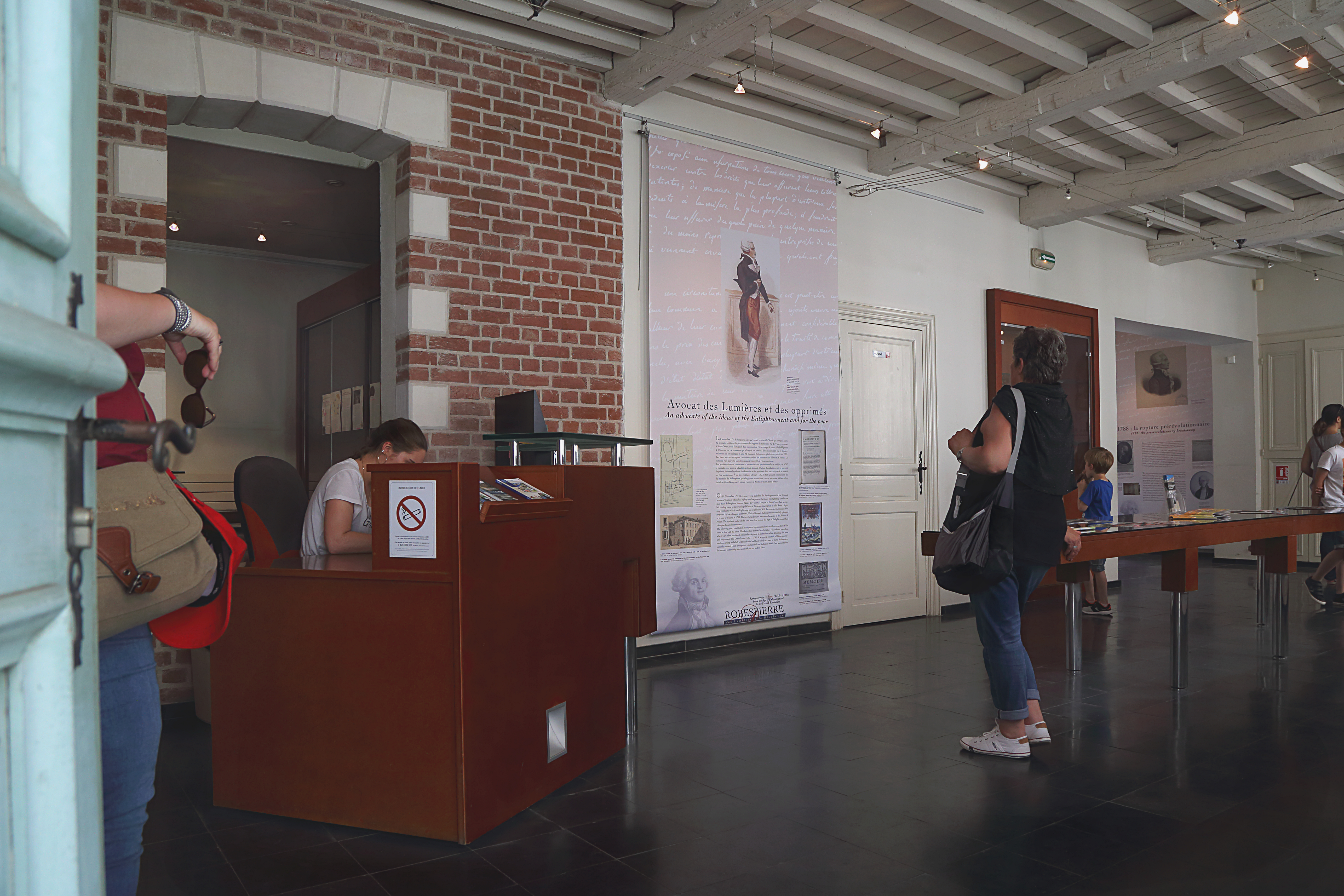
Longtemps abandonnée, cette maison vient d'être restaurée, devenue aujourd'hui un musée retraçant pour partie la vie de Robespierre et pour l'autre partie, l'histoire du compagnonnage.

En 1668, la ville intègre le projet régional défensif de Pré carré de Vauban avec la construction de la citadelle. Elle est localisée en bas à gauche de la carte ci-contre.
En 1749, la Ville et la Cité d'Arras, possédant leur administration distinctes et séparées par un rempart, sont unies pour ne former qu'une. Le pouvoir échevinal de la Cité est transmis à celui de la Ville et supprimé.
Maximilien de Robespierre, natif d'Arras, est élu le 26 avril 1789 avec sept autres députés du Tiers état de l'Artois. Lors de la Révolution française, la municipalité est d'abord dirigée par Ferdinand Dubois de Fosseux, hobereau érudit, secrétaire de l'Académie d'Arras et futur président du Pas-de-Calais.
En compétition avec Aire-sur-la-Lys, Calais et Saint-Omer, Arras obtient finalement la préfecture du Pas-de-Calais.
De novembre 1793 à août 1794, se déroulent dix mois de terreur : la ville est alors sous la dictature de Joseph Lebon, maire d'Arras et député du Pas-de-Calais, qui instaure des restrictions alimentaires, ordonne 400 exécutions et détruit beaucoup d'édifices religieux (la cathédrale Notre-Dame-en-Cité notamment,). Il fut lui-même guillotiné en octobre 1795.
Fin août 1804, Napoléon Ier visite Arras. Devant l'état de délabrement de la cathédrale Notre-Dame-en-Cité, qui avait été transformée en carrière de pierre sous la Révolution, il décide de faire raser les ruines, tandis que l'église abbatiale Saint-Vaast est érigée en cathédrale,,.
Arras voit stagner sa démographie et son activité économique alors que Lille sous le coup de la révolution industrielle explose. Sous l'impulsion d'Émile Legrelle, maire dynamique, Arras démantèle une partie de ses remparts pour établir de vastes boulevards périphériques, réaliser un nouveau réseau d'égouts, et se dote d'une nouvelle gare ferroviaire en 1898 (la précédente, ouverte pour l'ouverture de la ligne Paris - Lille, datait de 1846).

### Époque contemporaine

#### Second Empire
Au milieu du XIXe siècle, Arras s'industrialise avec les techniques de mécanisations modernes.

#### Belle époque
Le 28 mars 1904, à la grande époque des Expositions universelles, a lieu l'ouverture à Arras de l'Exposition du nord de la France. Elle dure jusqu'au 9 octobre. Le président de la république Émile Loubet et Émile Combes, président du conseil, viennent la visiter le 23 mai.
Entre 1912 et 1914, le 33e régiment d'infanterie fut caserné à Arras. À cette époque, son chef était le colonel Philippe Pétain, qui avait parmi les officiers sous ses ordres le sous-lieutenant Charles de Gaulle.

#### Première Guerre mondiale: une ville détruite et une base secrète souterraine

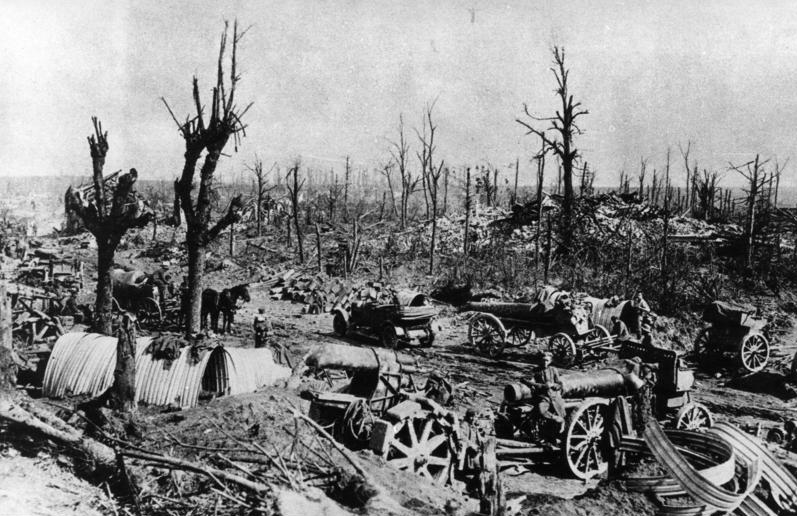
Les bois et forêts où les armées tentaient de se cacher ont été ravagés par les pilonnages, ici entre Arras et Bapaume.

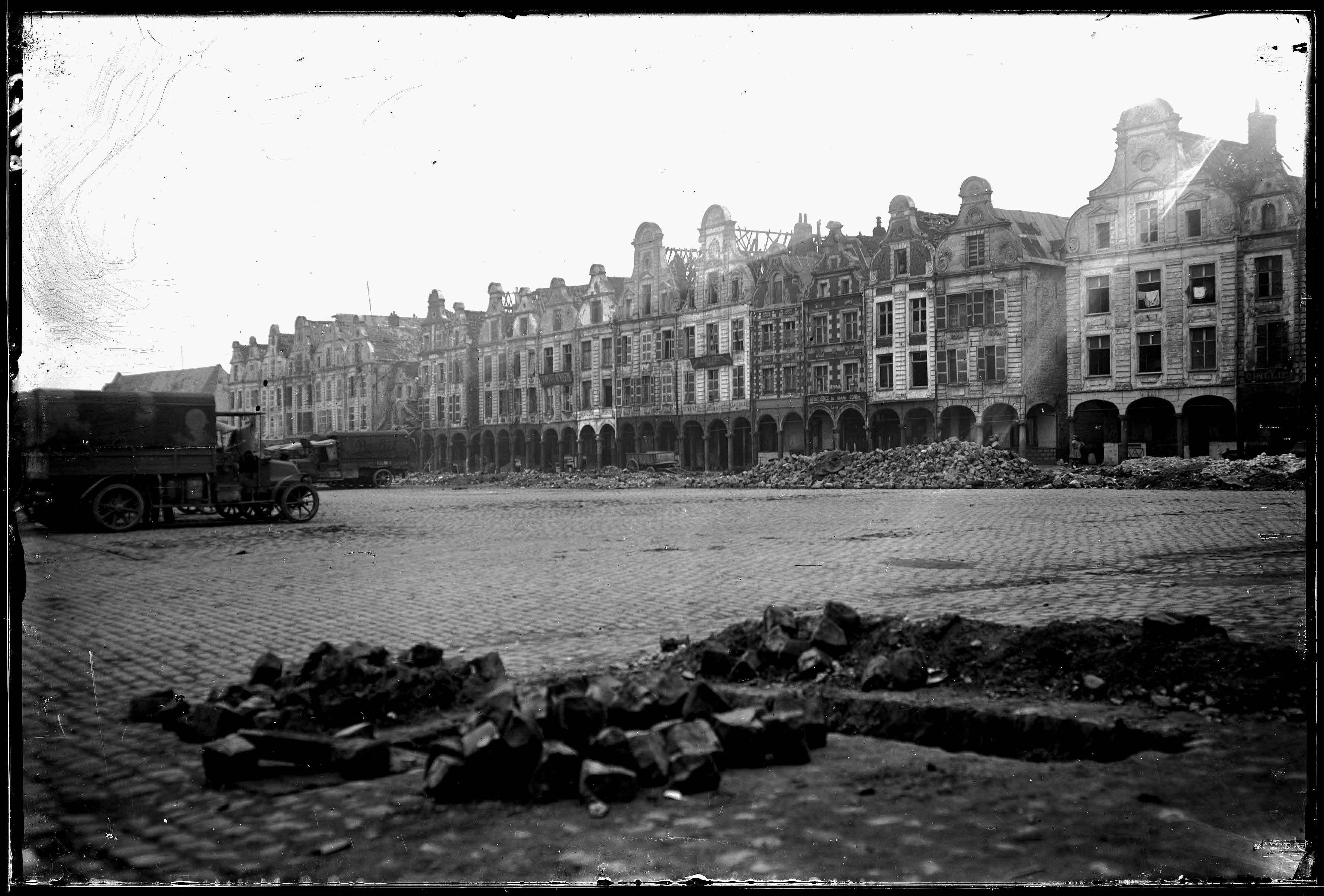
La Grand-place durant la Première Guerre mondiale par Félix Gréban de Saint Germain.

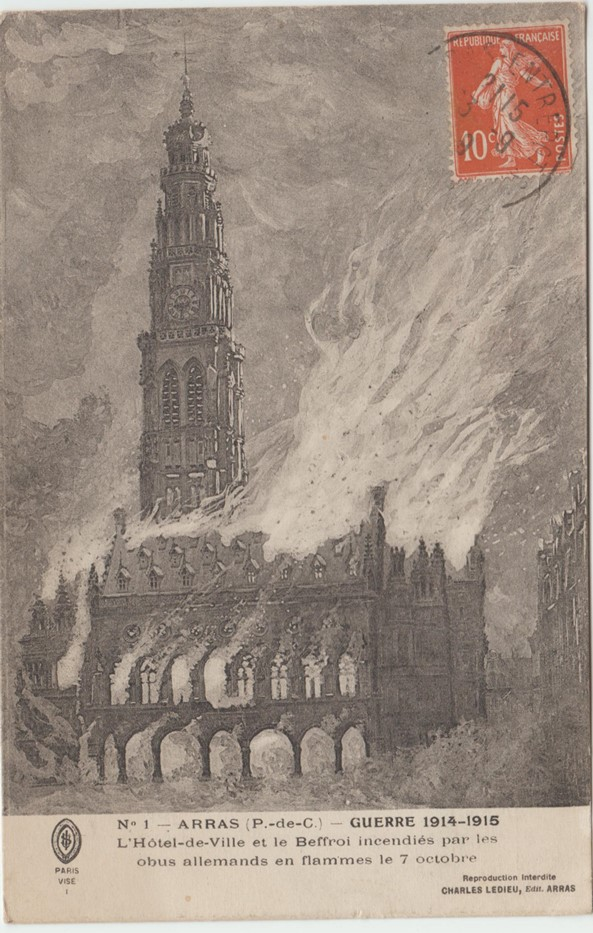
Carte postale ancienne représentant l'Hôtel-de-Ville et le beffroi d'Arras en flammes à la suite du bombardement allemand du 7 octobre 1914.

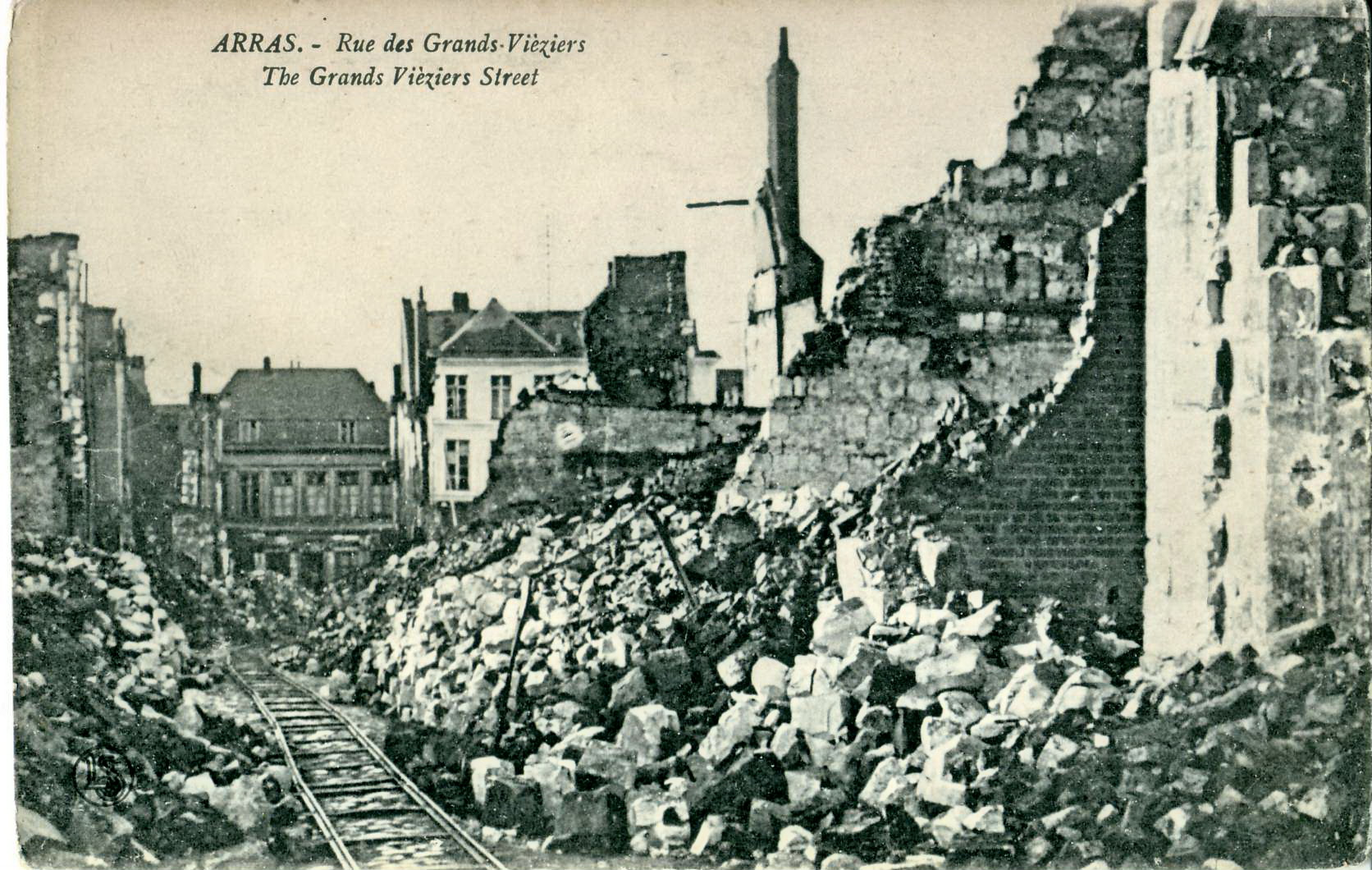
Destructions de la Première Guerre mondiale.

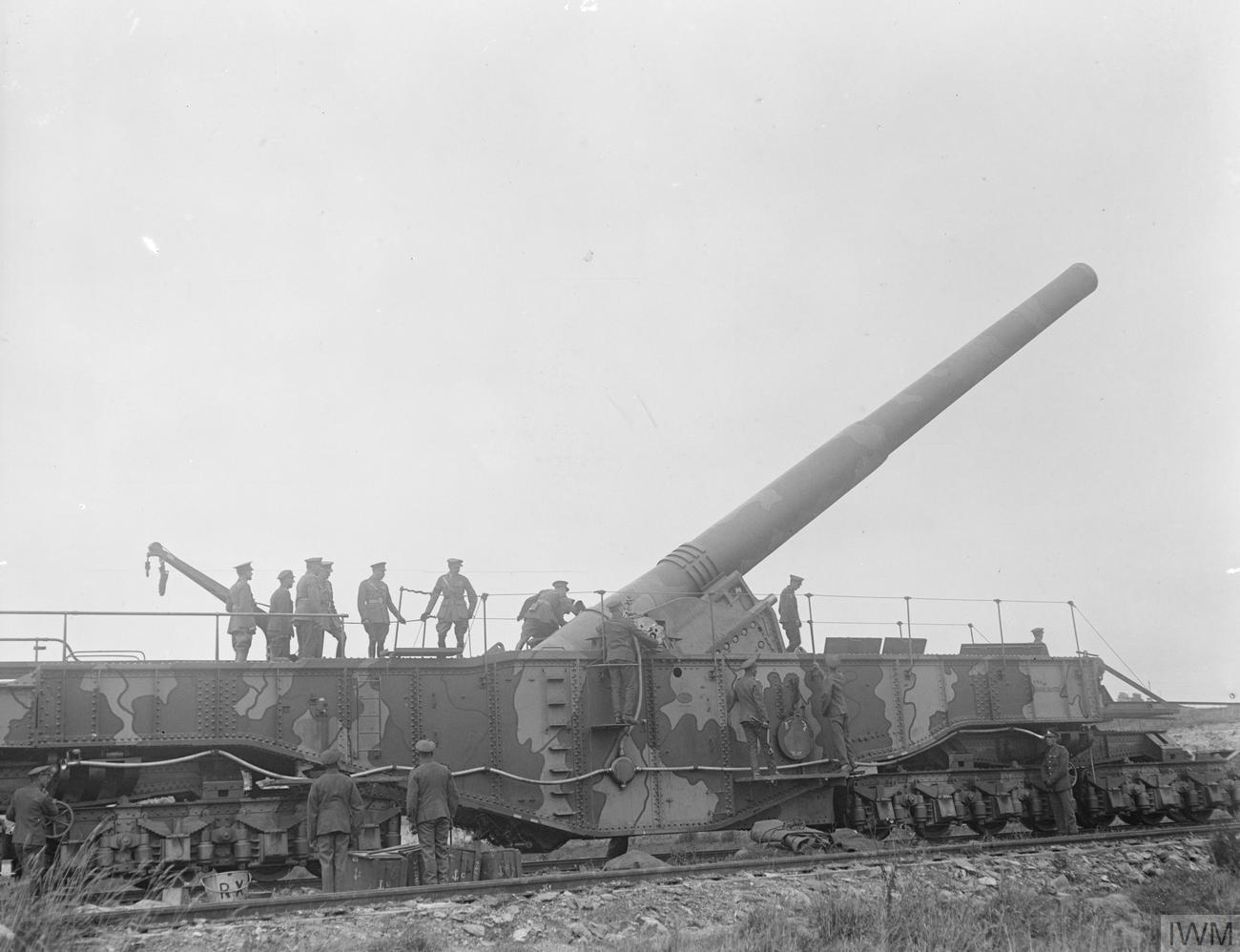
Le roi George V inspecte le H.M. Gun « Boche Buster », canon naval de 14 pouces monté sur chemin de fer, à Marœuil, à 10 km au nord-ouest d'Arras, en France, le 8 août 1918.

La Première Guerre mondiale inflige des destructions considérables au patrimoine arrageois car la ville était située à moins de 10 km du front, et elle était l'enjeu des coûteuses batailles d'Artois.
L'état-major de la 3e brigade d'infanterie se trouve à Arras lorsqu'est décidée la mobilisation générale le 1er août 1914. L'état-major commandé par le général Duplessis comprend un capitaine, un lieutenant et dix hommes. Le 5 août 1914, il part d'Arras vers Hirson, via Valenciennes et Avesnes-sur-Helpe. Il va combattre à l'est.
Dès le 31 août 1914, les cavaliers uhlans sont à Tilloy-lès-Mofflaines, et une patrouille de soldats fait une première incursion dans Arras, suivie le 6 septembre, de 3 000 hommes et d'un état major (commandés par le général Hans-Jürgen von Arnim) qui s'installe dans les casernes, la citadelle et en ville. Un régiment de goumiers arabes tente de défendre les environs de la ville. En septembre, les soldats de Louis Ernest de Maud'huy repoussent une partie des troupes allemandes ; on creuse des tranchées dans les faubourgs d'Arras. L'hôtel de ville d'Arras brûle le 7 octobre et le beffroi est détruit le 21, puis la cathédrale et le palais Saint-Vaast sont victimes des bombardements en juillet 1915.
Le 1er janvier 1916, l'abbé Guérin fonde un hebdomadaire Le Lion d'Arras pour soutenir la population.
En secret, les Britanniques transforment les carrières de craie sous la ville pour qu'elles puissent accueillir les 24 000 soldats nécessaires au bon déroulement de la bataille d'Arras du 9 avril 1917. Le site de la Carrière Wellington rappelle aujourd'hui cette série de faits qui font d'Arras l'un des deux théâtres majeurs de l'Offensive Nivelle.
Après la guerre, la ville, ravagée aux trois quarts, a été décorée de la croix de guerre 1914-1918 le 30 août 1919. Elle est reconstruite presque à l'identique, et en profite pour s'étendre. Dans les arrondissements d'Arras et Béthune, 150 000 ha de terres sont stérilisés.

#### La ville contemporaine: transition puis réveil de la «belle endormie»
Le 22 septembre 1922, à la briqueterie Durand, des Belges exhument un trésor du IIe siècle et du IIIe siècle.
Arras subit à nouveau des destructions durant la Seconde Guerre mondiale, mais dans une moindre proportion par rapport à l'anéantissement après 1914-1918. Le 21 août 1941, pour la première fois à Arras, des prisonniers de la citadelle sont fusillés par les Allemands. Le 29 avril 1942, la Résistance lance un coup de main sur l'immeuble de la Gestapo à Arras. Le 4 juillet 1942, les cheminots Eugène d'Hallendre et Lucien Delassus rencontrent à Arras Roland Farjon, responsable pour le Nord du réseau de résistance Organisation civile et militaire (OCM), dans le but de l'implantation du réseau dans la région.
La commune est décorée de la croix de guerre 1939-1945, avec palme de bronze, le 11 novembre 1948, distinction également attribuée à 29 autres communes du Pas-de-Calais.
De 1945 à 1975, le député SFIO et à plusieurs reprises président du Conseil Guy Mollet est le maire de la ville. Sous ses mandats, Arras s'équipe en édifices publics majeurs, notamment une nouvelle mairie, quatre lycées généraux et deux lycées professionnels. Néanmoins, la ville peine à tirer son épingle du jeu sur le plan économique et demeure éclipsée par l'attractivité du puissant bassin minier et la métropole lilloise. L'industrie arrageoise décline, le commerce également.
Le renouveau de la ville s'amorce dans les années 1990, alors que le bassin minier s'enfonce dans la crise de la désindustrialisation. Arras est choisie pour accueillir la direction de la nouvelle université d'Artois, elle bénéficie également d'une desserte TGV liée à la proximité de la LGV Nord. Arras développe ses activités de services autour du commerce de proximité et du tourisme : l'ouverture de la Carrière Wellington en 2008 annonce la réorientation de l'activité vers le tourisme de mémoire. Les zones industrielles amorcent leur renouveau en mettant l'accent sur l'agro-alimentaire et la confection de produits finis à haute valeur ajoutée (usine Häagen-Dazs) et la logistique.
Le 13 octobre 2023, Dominique Bernard, professeur agrégé de lettres modernes, enseignant au collège intégré du groupe scolaire Gambetta, est assassiné par un islamiste tchétchène. À titre posthume, il est nommé par décret du président de la République daté du 18 octobre 2023 chevalier de la Légion d'honneur.

### Arras, une ville dite picarde à travers l'histoire
Dès le Moyen-Age, la ville est dite picarde par Barthélémy l'Anglais, qui inclut les villes d'Arras, d'Amiens, de Beauvais et de Tournai en Picardie.

On retrouve ainsi des documents qui attestent la présence d'Arras en Picardie ;
« grand plaisir à voir draps et hautes lices ouvrés à Arras en Picardie »
— Jean Froissart, Chroniques
Blanche Wissen, professeure à l'Université de Montréal, énonce que le rôle des universitaires picards à cette époque est fortement documenté, et que la Nation de Picardie s'illustre assez vite par sa langue et son sens critique, ainsi que par un esprit batailleur. Elle énonce par ailleurs qu'« Arras, son histoire, ses éléments culturels constitutifs et sa configuration représente la clé de voûte de l'identité linguistique picarde, et littéraire ».

## Politique et administration

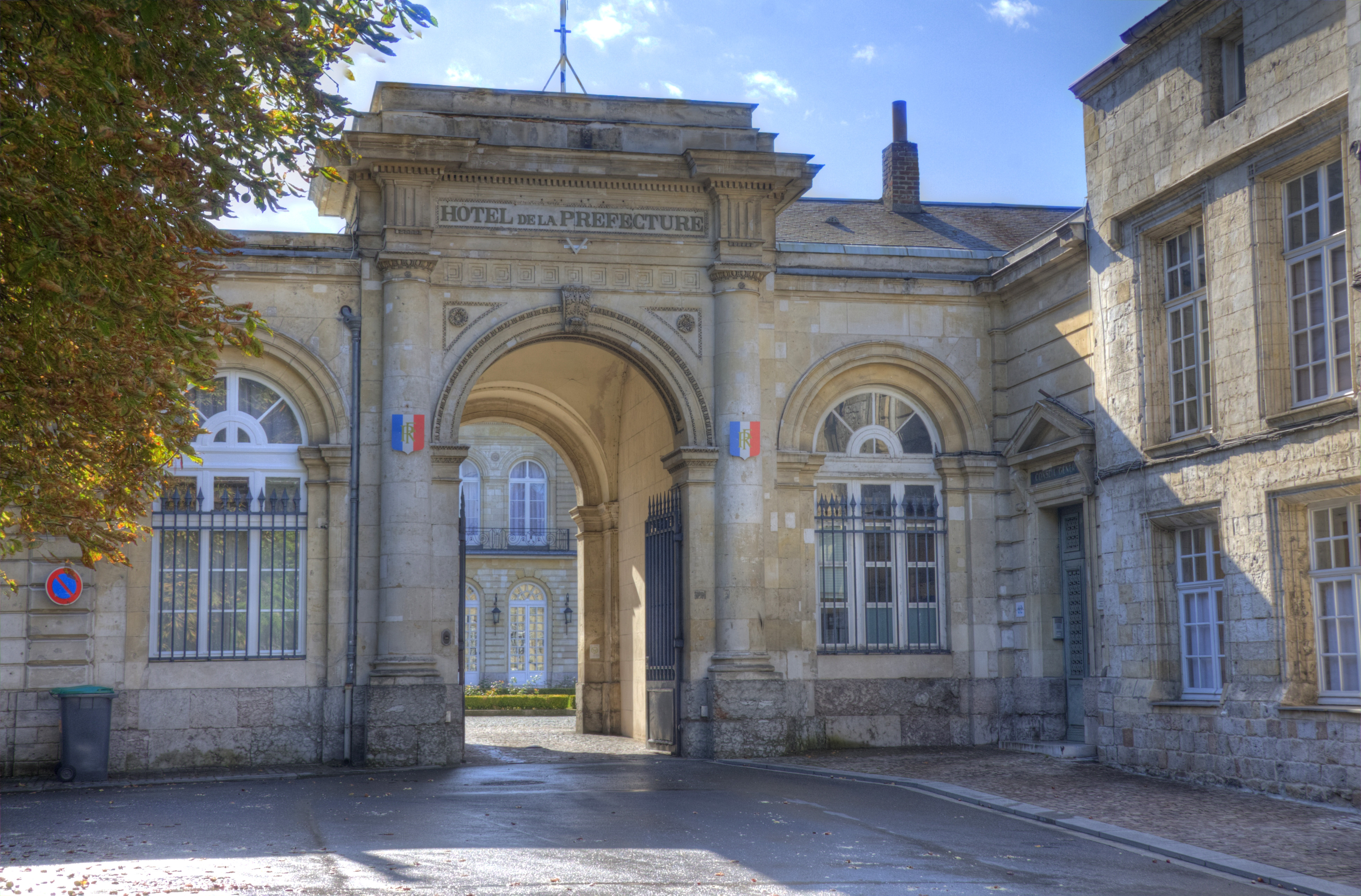
Hôtel de préfecture du Pas-de-Calais en 2011.

### Rattachements administratifs et électoraux
Lors de la création des départements votée par l'Assemblée nationale constituante en décembre 1789 et de sa mise en place effective en mars 1790, la commune est le chef-lieu du département du Pas-de-Calais, siège de la préfecture et est également chef-lieu de l'arrondissement d'Arras. Pour l'élection des députés, elle fait partie depuis 2012 de la deuxième circonscription du Pas-de-Calais.
En 1793, elle était le chef-lieu du canton d'Arras, puis, en 1801, des cantons d'Arras-Nord et d'Arras-Sud. En 1982, ces cantons sont modifiés et un troisième canton est créé, celui de Arras-Ouest. Dans le cadre du redécoupage cantonal de 2014 en France, la ville devient le bureau centralisateur de trois nouveaux cantons : Arras-1, Arras-2 et Arras-3
Au niveau des activités judiciaires, Arras est situé dans le ressort de la cour d'appel de Douai. Elle est le siège d'un tribunal de grande instance dont le ressort se confond avec les limites de l'arrondissement, d'un tribunal d'instance, d'un conseil de prud'hommes et d'un tribunal de commerce.
Arras est également le siège de la chambre régionale des comptes (CRC) du Nord-Pas-de-Calais-Picardie, depuis sa création, dans le cadre des lois relatives à la décentralisation, en 1982.
C'est également à Arras, depuis 1919, que se trouve le siège français du Commonwealth War Graves Commission.
La ville, grâce à la présence de nombreuses administrations d'État ou locales, joue un rôle territorial important, qui a contribué au développement en réseau du département (universités multipolaires…).

### Intercommunalité
Arras est le siège de la communauté urbaine d'Arras, qui s'est élargie le 1er janvier 2017 à la suite de la loi portant nouvelle organisation territoriale de la République (Loi NOTRe) du 7 août 2015. En 2018, cette intercommunalité regroupe 46 communes.

### Tendances politiques et résultats
Depuis la Libération et jusqu'en 1995, Arras est gérée par des maires socialistes : de 1945 à 1975 par Guy Mollet, secrétaire général de la SFIO, ancêtre du Parti socialiste, puis par Léon Fatous, également élu socialiste, de 1975 à 1995. En 1995, Jean-Marie Vanlerenberghe, vice-président du MoDem, est maire d'Arras. Il est ensuite en effet réélu dès le premier tour des élections municipales de 2008 avec 51,24 % des voix contre 33,93 % pour Alain Fauquet (PS), avec une participation de 62,88 % des inscrits. En 2011, Frédéric Leturque (MoDem) est élu maire d'Arras et est ensuite constamment réélu.
Au premier tour de l'élection présidentielle de 2002, Lionel Jospin et Jacques Chirac, obtenaient quasiment le même score avec respectivement 18,89 % et 18,69 % des suffrages. Au second tour, le résultat a été de 82,56 % pour Jacques Chirac (RPR), 17,44 % pour Jean-Marie Le Pen (FN), avec une participation de 81,15 %.
Une majorité socialiste se retrouve à l'élection présidentielle de 2007 où 52,68 % des suffrages vont à Ségolène Royal et 47,32 % à Nicolas Sarkozy, contre respectivement 46,94 % et 53,06 % au niveau national. Au premier tour, Jean-Marie Le Pen obtenait à Arras un résultat proche du reste de la France (10,68 % contre 10,44 %), ainsi que François Bayrou (19,87 % contre 18,57 %). Olivier Besancenot, avec 5,13 % des voix, était le seul autre candidat à dépasser 5 %.
Les élections régionales françaises de 2010 montrent la même tendance, la liste conduite par Daniel Percheron (Union de la Gauche) arrivant en tête au second tour avec 55,07 % des suffrages, contre 27,77 % à la liste de la majorité présidentielle conduite par Valérie Létard, et 17,16 % à Marine Le Pen (Front National).

### Liste des maires
Quatre maires se sont succédé depuis 1945 :
| Période          | Période                         | Identité                  | Étiquette           | Qualité |
| ---------------- | ------------------------------- | ------------------------- | ------------------- | --- |
| 15 mai 1945      | 3 octobre 1975                  | Guy Mollet                | SFIO puis PS        | Secrétaire général de la SFIO Président du Conseil (1956 → 1957) Ministre (1946 → 1947 et 1950 → 1951) Député du Pas-de-Calais (1945 → 1975) Président du district urbain d'Arras (1966 → 1975) Décédé en fonction                         |
| 29 novembre 1975 | 25 juin 1995                    | Léon Fatous               | PS                  | Directeur commercial Député européen (1984 → 1989) Sénateur du Pas-de-Calais (1992 → 2001) Conseiller général d'Arras-Nord (1967 → 1979) Conseiller général d'Arras-Ouest (1982 → 1987) Président du district urbain d'Arras (1983 → 1995) |
| 25 juin 1995     | 14 novembre 2011                | Jean-Marie Vanlerenberghe | UDF, MoDem puis UDI | Député européen (1986 → 1989 et 1993 → 1994) Sénateur du Pas-de-Calais (2011 → ) Président de la communauté urbaine d'Arras (1995 → 2011) Démissionnaire                                                                                   |
| 15 novembre 2011 | En cours (au 24 septembre 2023) | Frédéric Leturque         | UDI puis DVD        | Conseiller régional des Hauts-de-France (2015 → ) Vice-président (2014 → 2020) puis président (2020→ ) de la communauté urbaine d'Arras Réélu pour le mandat 2020-2026,                                                                    |

### Jumelages
Arras est jumelée avec :
- Herten (Allemagne) depuis 1984[131] ;
- Audenarde (Belgique) depuis 1990[131] ;
- Ipswich (Angleterre) depuis 1992[131].

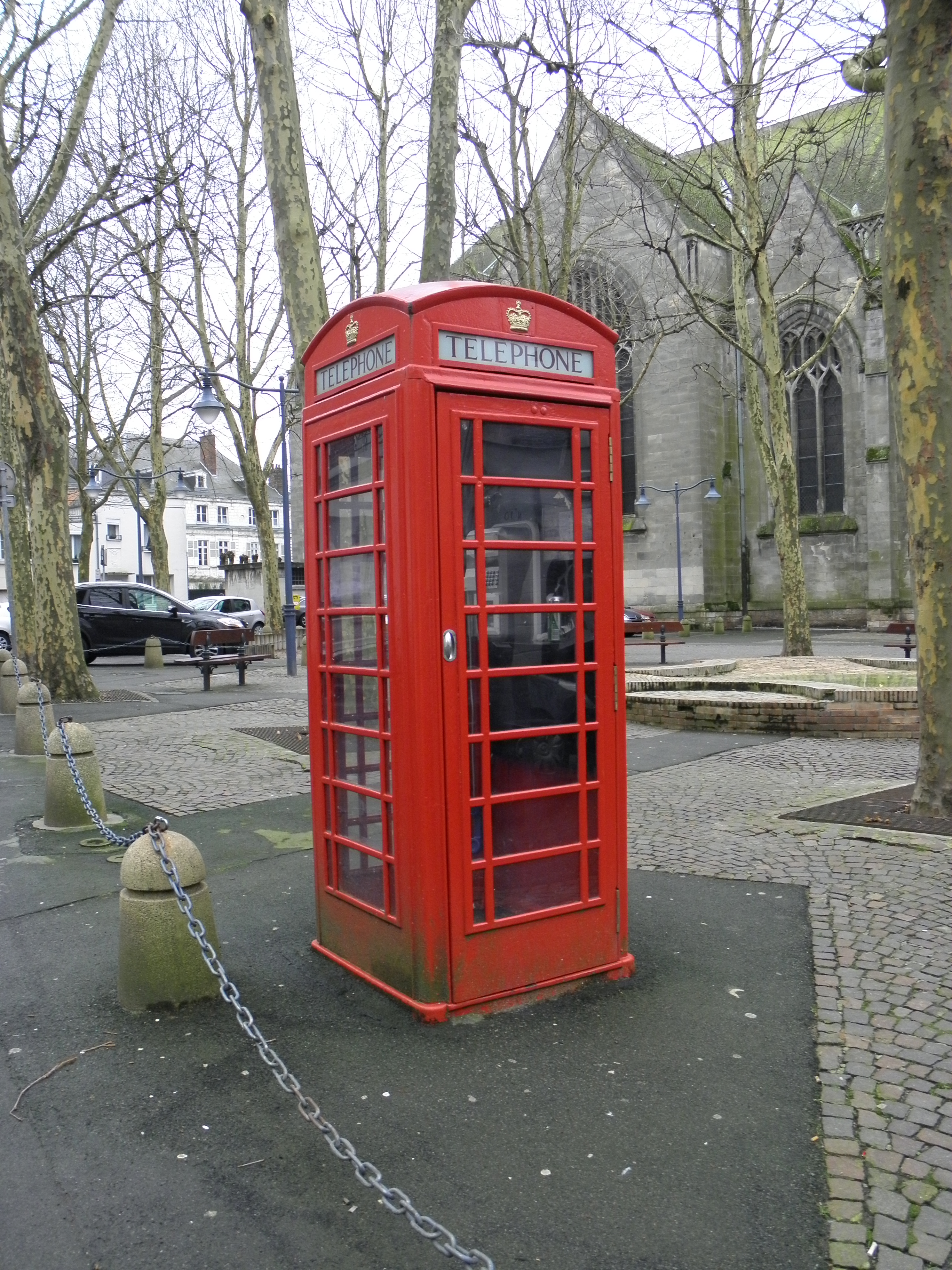
La cabine téléphonique.

Pour célébrer le jumelage avec Ipswich, la place Viviani, sur laquelle donne l'église Saint-Jean-Baptiste, est renommée « place d'Ipswich ». Elle est ornée d'une cabine téléphonique rouge, cadeau de la capitale du Suffolk. De son côté, Ipswich a renommé une place « Arras Square ».
Depuis 2012, une coopération décentralisée est en cours avec la ville de Limonade de Haïti.

## Équipements et services publics

### Eau et déchets
Dès 1995, la communauté urbaine d'Arras s'est engagée en faveur de la protection de l'environnement, par une « charte d'écologie urbaine et rurale », une première régionale. Un plan climat territorial a été lancé en 2010 à l'échelle du Pays. Un espace info énergie a été ouvert à cette date à Arras.
La ville s'est engagée dans la gestion différenciée de ses espaces : ses techniciens pratiquent moins de fauches, l'eau de pluie de ses serres est récupérée…
Des jardins biologiques destinés aux publics scolaires ont été mis en place depuis 1998, afin de sensibiliser les enfants au jardinage. La ville compte également quatre sites consacrés aux jardins familiaux, sur une surface totale de 5 ha.
La gestion des déchets est faite par la communauté urbaine. Plusieurs déchèteries existent sur son territoire. Une plate-forme de compostage a été mise en place pour le traitement des déchets verts de la ville.
Depuis 2016, le service de navettes urbaines gratuites mis en place depuis le 6 novembre 2013 baptisé Ma Citadine repose sur une flotte de véhicules 100 % électriques d'une capacité de huit passagers. Depuis le 16 septembre 2016, l'espace intra-boulevards est limité à 30 km/h pour les usagers afin d'encourager les déplacements doux (marche, vélo). La priorité aux déplacements doux est également soulignée par la mise en place progressive d'un accès exclusif aux piétons de la place des Héros, devant l'Hôtel de ville.

### Espaces publics
La ville a conservé des espaces de respiration (espaces verts, jardins publics) dans ce tissu urbain.

#### Grands espaces verts
Au total, au sein du périmètre communal, 91 ha sont en surfaces naturelles, 111 ha en surfaces agricoles.
Les Grandes Prairies sont composées de 23 ha arborés, le long de la Scarpe. Le jardin du gouverneur, de plus de 6 ha, est à proximité des anciens remparts ; une partie en est encore visible. Le jardin possède un kiosque à musique ancien.
L'espace vert des Hautes-Fontaines et les fossés de la Citadelle constituent 23 ha d'espaces aujourd'hui enherbés.

#### Jardins et squares
Le jardin de la préfecture s'étend sur 4 ha. Le jardin Minelle, de 2 ha, s'organise autour d'un plan d'eau. Le Rietz Saint-Sauveur, qui est le plus vieux jardin public de la ville, remontant au XIVe siècle, constitue une transition de 2 ha entre le centre-ville et la cité universitaire. Les squares Saint-Nicolas et Jeanne-d'Arc se situent de part et d'autre de la cathédrale. Le jardin de la Légion-d'honneur occupe 1,2 ha, entre la cathédrale et l'abbaye Saint-Vaast.

#### Distinctions et labels
Arras bénéficie du label « ville fleurie » avec quatre fleurs attribuées depuis 2004 par le Conseil national des villes et villages fleuris de France au concours des villes et villages fleuris ; elle compte plus de 5 000 arbres. Ses serres municipales (tunnel et pépinière) produisent annuellement 200 000 plantes à massif diverses.

### Enseignement
Arras est située dans l'académie de Lille.

#### Établissements scolaires
La ville administre onze écoles maternelles et onze écoles élémentaires communales.
Le département gère six collèges et la région sept lycées.
Les Arrageois disposent également d'établissements privés : six écoles, deux collèges et un lycée.
Parmi les établissements privés, on peut citer l'ancien pensionnat Jeanne-d'Arc, 12 rue Émile-Legrelle. Il était situé dans l'hôtel de la Basecque, érigé à la demande d'Albert-Marie-Josephe Imbert, comte de la Basecque, au XVIIIe siècle. Déclaré bien national sous la Révolution, il est racheté par le fils Imbert puis loué afin de loger l'évêque Hugues de La Tour d'Auvergne-Lauraguais. En 1825, l'hôtel particulier est acquis par la famille Le Caron de Canettemont, qui y vit jusqu'en 1901. Deux banques s'y installent par la suite. En 1973, la Société immobilière artésienne rachète l'édifice, dont les façades et les toitures font l'objet d'un arrêté de protection patrimonial en 1976. Il est en effet classé au titre des Monuments historiques. Le bâtiment est quasiment d'origine, hormis le portail, changé dans l'entre-deux-guerres. Le pensionnat Jeanne-d'Arc occupe les lieux pendant plusieurs décennies, fermant en 2006.

#### Vie universitaire
Arras est le siège de l'université d'Artois, université multipolaire qui comprend les pôles de Lens, Liévin, Béthune, Douai et Arras. Créée en 1992, elle compte en avril 2011 4 600 étudiants à Arras. Le pôle d'Arras « littéraire » est destiné aux lettres, langues, sciences humaines (histoire-géographie notamment) et depuis la rentrée 2006, aux sciences économiques.
Arras accueille aussi une ESPE pour la formation des enseignants du primaire et du secondaire, une école supérieure des métiers d'art (Esmaa), l'École privée des sciences informatiques (EPSI), le Centre des études supérieures industrielles (CESI), l'institut régional de Travail Social site d'Artois ainsi que l'école d'infirmière IFSI.
Arras est réellement devenue une cité universitaire comme en témoignent les nouvelles résidences universitaires, notamment la première résidence étudiante réhabilitée dans une ancienne caserne d'Arras, inaugurée en août 2009. Elle comporte aussi un service de formation, le Sépia, qui permet d'obtenir un diplôme d'accès aux études universitaires ainsi qu'une validation d'acquis par expérience.
La communauté urbaine d'Arras gère l'École supérieure des métiers d'art d'Arras dont l'excellence est reconnue pour l'enseignement du vitrail.
Les Compagnons du tour de France installent également leur université à Arras en 2017, destinée à l'enseignement technique d'excellence en architecture.

### Santé
Arras dispose d'un centre hospitalier important (2 000 salariés, 1 200 lits et places) dans les domaines de la chirurgie, de la médecine, de la gynécologie obstétrique, de la psychiatrie et de la gériatrie. Le centre a été restructuré et réhabilité de 2003 à 2007, sur 75 000 m2, pour un montant total de près de 100 millions d'euros. Il existe également plusieurs cliniques privées dont une clinique spécialisée en soins de réadaptation en psychiatrie, administrée par l'association régionale « Espoir et Vie » et l'hôpital privé les Bonnettes administré par la Générale de santé qui a rassemblé la clinique Bon Secours et la clinique Sainte-Catherine,.

## Population et société

### Démographie
Les habitants de la commune sont appelés les Arrageois.

#### Évolution démographique
L'évolution du nombre d'habitants est connue à travers les recensements de la population effectués dans la commune depuis 1793. Pour les communes de plus de 10 000 habitants les recensements ont lieu chaque année à la suite d'une enquête par sondage auprès d'un échantillon d'adresses représentant 8 % de leurs logements, contrairement aux autres communes qui ont un recensement réel tous les cinq ans,.

En 2022, la commune comptait 42 621 habitants, en évolution de +4,25 % par rapport à 2016 (Pas-de-Calais : −0,72 %, France hors Mayotte : +2,11 %).
| 1793   | 1800   | 1806   | 1821   | 1831   | 1836   | 1841   | 1846   | 1851   |
| ------ | ------ | ------ | ------ | ------ | ------ | ------ | ------ | ------ |
| 21 019 | 19 958 | 19 286 | 19 798 | 23 419 | 23 485 | 24 439 | 26 956 | 25 271 |

| 1856   | 1861   | 1866   | 1872   | 1876   | 1881   | 1886   | 1891   | 1896   |
| ------ | ------ | ------ | ------ | ------ | ------ | ------ | ------ | ------ |
| 26 216 | 25 905 | 25 749 | 27 329 | 26 764 | 27 041 | 26 914 | 25 701 | 26 144 |

| 1901   | 1906   | 1911   | 1921   | 1926   | 1931   | 1936   | 1946   | 1954   |
| ------ | ------ | ------ | ------ | ------ | ------ | ------ | ------ | ------ |
| 25 813 | 24 921 | 26 080 | 24 835 | 29 718 | 29 490 | 31 488 | 33 345 | 36 242 |

| 1962   | 1968   | 1975   | 1982   | 1990   | 1999   | 2006   | 2011   | 2016   |
| ------ | ------ | ------ | ------ | ------ | ------ | ------ | ------ | ------ |
| 41 761 | 49 144 | 46 483 | 41 736 | 38 983 | 40 590 | 42 015 | 41 322 | 40 883 |

| 2021   | 2022   | - | - | - | - | - | - | - |
| ------ | ------ | - | - | - | - | - | - | - |
| 42 600 | 42 621 | - | - | - | - | - | - | - |

#### Pyramide des âges
La population de la commune est relativement jeune.
En 2018, le taux de personnes d'un âge inférieur à 30 ans s'élève à 41,9 %, soit au-dessus de la moyenne départementale (36,7 %). À l'inverse, le taux de personnes d'âge supérieur à 60 ans est de 21,7 % la même année, alors qu'il est de 24,9 % au niveau départemental.
En 2018, la commune comptait 19 893 hommes pour 21 662 femmes, soit un taux de 52,13 % de femmes, légèrement supérieur au taux départemental (51,5 %).
Les pyramides des âges de la commune et du département s'établissent comme suit.
| Hommes | Classe d’âge | Femmes |
| ------ | ------------ | ------ |
| 0,7    | 90 ou +      | 1,7    |
| 4,9    | 75-89 ans    | 8,7    |
| 12,1   | 60-74 ans    | 15,0   |
| 18,0   | 45-59 ans    | 16,5   |
| 20,3   | 30-44 ans    | 18,2   |
| 25,1   | 15-29 ans    | 23,4   |
| 18,9   | 0-14 ans     | 16,5   |

| Hommes | Classe d’âge | Femmes |
| ------ | ------------ | ------ |
| 0,5    | 90 ou +      | 1,6    |
| 5,6    | 75-89 ans    | 8,9    |
| 16,7   | 60-74 ans    | 18,1   |
| 20,2   | 45-59 ans    | 19,2   |
| 18,9   | 30-44 ans    | 18,1   |
| 18,2   | 15-29 ans    | 16,2   |
| 19,9   | 0-14 ans     | 17,9   |

### Manifestations culturelles et festivités

#### Main Square Festival
Arras est depuis quelques années essentiellement connue pour le Main Square Festival. La société France Leduc Productions, en collaboration avec Herman Schueremans, le père fondateur du festival de Wechter, en Belgique, organise un festival estival musical, le Main Square Festival, qui a une scène originale et particulièrement impressionnante : la Grand'place. Depuis 2010, le Main Square Festival a déménagé et s'invite désormais au sein de la citadelle d'Arras. Ce festival a attiré des groupes prestigieux : Iron Maiden Muse, Linkin Park, Depeche Mode, Tryo, Indochine, Black Eyed Peas, Radiohead, Rammstein, Prince, Coldplay, Green Day.

#### Arras Film Festival
Chaque année en novembre, depuis 2000,, pendant dix jours, Arras organise le Arras Film Festival (nommé « L'Autre Cinéma » jusqu'en 2008). À la fois évènement populaire de promotion du septième art, le « Arras Film Festival » a aussi pour vocation d'être un point de rencontre indispensable et nécessaire pour l'industrie du cinéma. L'édition 2019 a amené 50 000 spectateurs et l'Atlas d'or a été décerné à La Saveur des coings des Bulgares Kristina Grozeva et Petar Valtchanov. De nombreux réalisateurs et comédiens prestigieux participent à ce festival : Costa-Gavras, Tonie Marshall et Laurent Cantet en 2012, John Boorman en 2008, Bernadette Lafont, Andrzej Żuławski et Dario Argento en 2007, Arthur Penn en 2006, Sidney Lumet en 2005, Claude Chabrol et Enki Bilal en 2004, Rosanna Arquette et Jerry Schatzberg en 2003, Volker Schlöndorff en 2002, Bertrand Tavernier en 2001, Francesco Rosi en 2000.

#### Vauban, La Citadelle, Arras
Depuis 2023, à la fin du mois d'août, l'association arrageoise Artois Culture Nature présente un spectacle vivant intitulé « Vauban, La Citadelle, Arras » dans le cadre de la citadelle d'Arras. Le spectacle retraçant la vie de Vauban et son lien particulier avec la ville attire environ 10 000 spectateurs chaque année.

#### Autres événements
Depuis 2001, de janvier à mars, le festival de musiques actuelles de l'université d'Artois MusiKampus accueille ses soirées d'ouverture et de clôture à Arras. MusiKampus se déroule au cœur des universités de l'Artois. Le festival offre une scène à des jeunes groupes du Nord-Pas-de-Calais (Degadezoo en 2003, Shiko Shiko en 2009) et programme des artistes de renommée nationale et européenne (Sharko, Gonzales, Les Fatals Picards, Ministère des affaires populaires, Jim Murple Memorial).
En mars, pendant une semaine, l'université d'Artois et son service culturel proposent un festival international et universitaire des arts de la scène, en partenariat avec le théâtre d'Arras, et l'option théâtre du lycée Gambetta-Carnot d'Arras. Des jeunes artistes étudiants du monde entier viennent proposer leurs créations, créant un foisonnement culturel et artistique au sein de l'université et de la ville d'Arras.
Le dernier dimanche de juin a lieu la grande braderie des commerçants d'Arras dans toutes les rues du centre-ville.
De 1996 à 2019, chaque été de la mi-juillet à la mi-août, « Arras on the beach » prenait place sur la Grand-Place qui se transformait en plage géante sur le modèle de Paris Plages.
Depuis 1997, se déroule, en août, la « fête de l'Andouillette » qui accueille 15 000 personnes.
2023 voit se dérouler, en septembre, la quatrième édition du festival « Beer Potes Festival » avec la présence de 42 brasseries, pour la dégustation, et de neuf concerts.
Début octobre 2023 est organisé le premier championnat du monde de la frite, avec plus de 30 candidats français, belges, thaïlandais, japonais, allemands, canadiens et anglais, récompensé par quatre trophées, deux réservés aux professionnels et deux autres aux amateurs. Le journaliste culinaire François-Régis Gaudry est le parrain de cette première édition.
En décembre, la Grand-Place se transforme en village de Noël qui s'inscrit dans la pure tradition des marchés de Noël du nord de l'Europe. Bordé de nombreux sapins, le village compte plus de 80 chalets en bois ainsi qu'une patinoire de 600 m2 en glace naturelle, un carrousel et des animations pour les enfants.

#### Printemps de l'Art déco
Le « Printemps de l'Art déco », est un événement mettant en valeur le patrimoine Art déco de la région Hauts-de-France. D'abord appelé la « Semaine de l'Art déco » lorsqu'il est créé en 2012 par trois communes, Arras, Béthune et Cambrai, l'évènement devient, en 2013, le « Mois de l'Art déco » puis, en 2017, le « Printemps de l'Art déco », son appellation actuelle. En 2025, 23 communes et sites, dont Arras, participent à cet événement,.

### Sports et loisirs

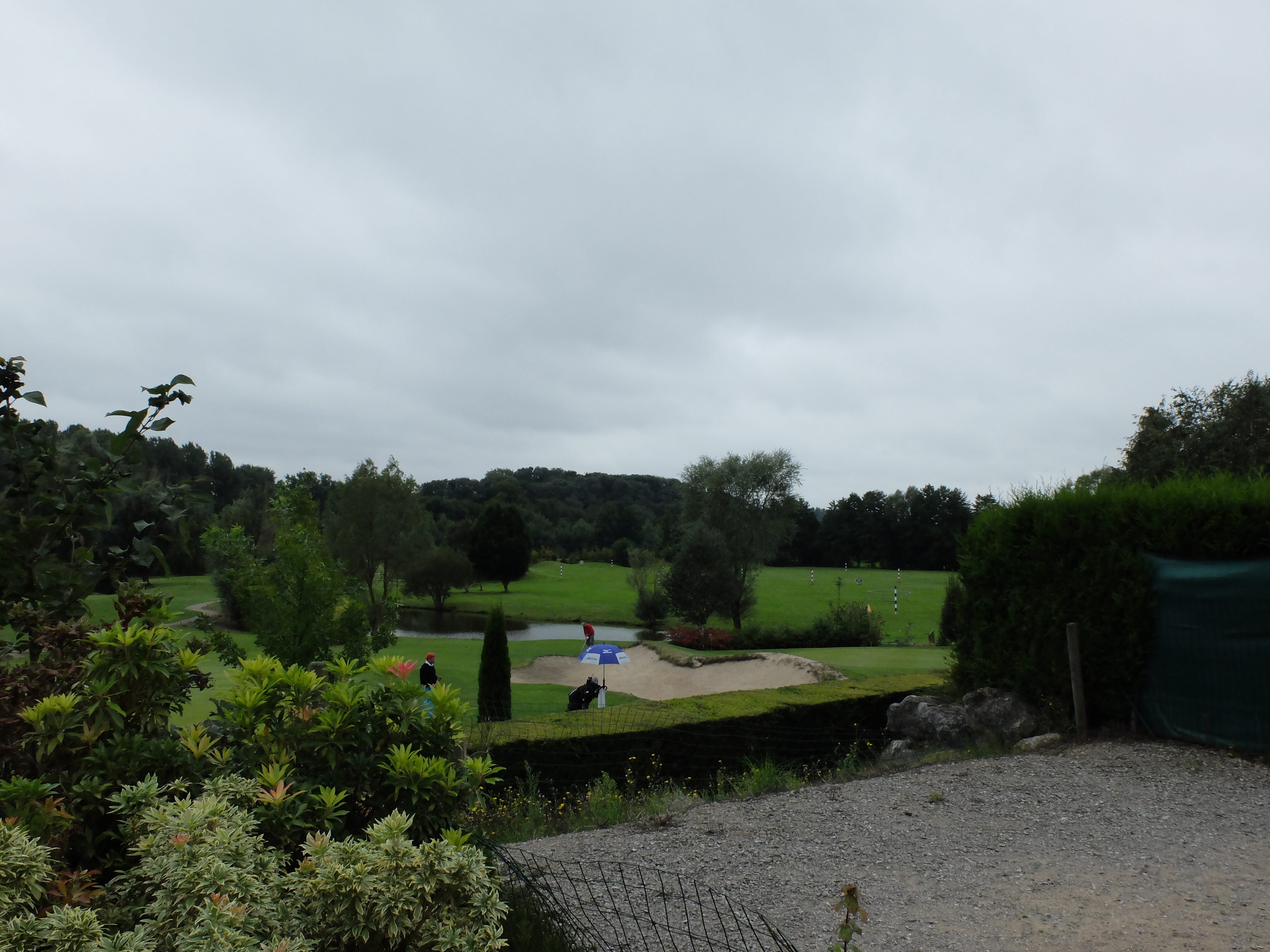
Vue du golf.

Arras dispose de nombreux clubs sportifs de haut niveau : l'ASPTT Arras (aussi nommée Arras Pays d'Artois Basket Féminine) est le club de l'équipe de basket féminin qui évolue en Ligue féminine de basket ; le Racing Club d'athlétisme, qui évolue en 2015 en Élite (Première division) à la suite d'une troisième place en N1A ; l'ASL Canoë Kayak basé à Saint-Laurent Blangy compte parmi ses membres plusieurs sélectionnés aux jeux Olympiques ; le Rugby Club d'Arras évolue à l'heure actuelle en Fédérale 2 (équivalent 4e division) et a été pendant longtemps le club porte-drapeau du rugby dans le Nord-Pas-de-Calais ; le Racing Club d'Arras Handball est un club de handball évoluant en national 3 poule 4 ; l'Arras Football a une équipe masculine de football évoluant en National 3 (Cinquième division) et une équipe féminine en D2 ; enfin, depuis la saison 2017-2018, le Badminton Club d'Arras a hissé son équipe première jusqu'au top 12, dans lequel se trouvent les douze meilleures équipes de France de cette discipline.
On joute à Arras depuis 1812. La société des jouteurs d'Arras est membre de la FFSN (Fédération de joutes et sauvetages nautiques) depuis plus de 20 ans et a porté le titre de champion de France plusieurs années,.
Depuis 1884, Arras possède un champ de course, l'Hippodrome des Hauts-Blancs-Monts.
Arras possède également un golf de 18 trous situé à Anzin-Saint-Aubin. L'Open de France Féminin s'y est plusieurs fois déroulé dans les années 2000.
La course cycliste Paris-Arras Tour a lieu chaque année pendant trois jours en mai.
À côté de « Cité Nature », un centre de remise en forme et aquatique a vu le jour en attendant l'extension du stade d'eaux vives et d'un bassin d'eaux plates.
Depuis 2005, le maître Mathieu Derosière dispense des cours de Mansuria Kung Fu à Arras.

#### Sentiers de randonnée
Le sentier de grande randonnée GR 121, reliant Wavre, en région Région wallonne (Belgique) à Boulogne-sur-Mer, dans le département du Pas-de-Calais (France), traverse le territoire communal. Ce GR a une connexion, dans la commune, avec le GR 145 et départ du GR 127.

#### Jeux olympiques
Le 3 juillet 2024, la commune accueille la flamme olympique des Jeux olympiques d'été de 2024, officiellement appelés les Jeux de la XXXIIIe olympiade, qui se sont tenus du 26 juillet au 11 août 2024 à Paris.

### Cultes
Les Arrageois disposent de lieux de culte catholique, protestant et musulman. Il n'existe pas de lieu de culte dans la ville pour les juifs, qui doivent pour assister à leurs offices se rendre à la synagogue de Lille, rue Auguste-Angelier, à environ 45 kilomètres au Nord de la ville ou à la synagogue d'Amiens, rue Cécile Redlich, à environ 58 km au Sud de la ville.

#### Culte catholique
Les lieux de culte catholique sont ceux des trois paroisses du doyenné d'Artois, au sein du diocèse d'Arras :
les cinq clochers de la paroisse Notre-Dame de Cité :
- la cathédrale Notre-Dame-de-l'Assomption-et-Saint-Vaast, rue des Teinturiers ;
- l'église Notre-Dame-des-Ardents, rue Sainte-Agnès ;
- l'église Saint-Géry, rue Neuve-du-Vivier ;
- l'église Saint-Jean-Baptiste, place d'Ipswich ;
- l'église Saint-Nicolas-en-Cité, place de la Préfecture[181] ;

Deux des trois clochers de la paroisse Notre-Dame des Blancs-Monts :
- l'église Saint-Paul, avenue Winston-Churchill ;
- l'église Sainte-Bernadette, rue Georges-Auphelle[182] ;

Trois des huit clochers de la paroisse Notre-Dame de Pentecôte :
- l'église Notre-Dame de Bonnes Nouvelles, 140 rue du Commandant-Dumetz (faubourg Ronville) ;
- l'église Saint-Curé-d'Ars, rue de Provence ;
- l'église Saint-Sauveur, rue Gaston-Debray (faubourg Saint-Sauveur)[183].

#### Autres lieux de culte catholique
- La maison diocésaine, rue d'Amiens
- La chapelle, rue de Brigittinnes

#### Culte protestant
- le temple protestant d'Arras, 16 rue Victor-Hugo, dans la paroisse réformée est membre de l'Église protestante unie de France[184]

Par ailleurs, il existe des églises évangéliques :
- L'église évangélique, rue Crinchon ;
- L'église protestante évangélique, rue Diderot ;
- L'église Évangélique, rue Émile Breton ;
- L'église évangélique le Rocher, avenue Winston-Churchill.

#### Culte musulman
La communauté musulmane d'Arras dispose de deux mosquées :
- La mosquée Annour, rue Matisse ;
- La mosquée El Feth, rue Ampère.

#### Églises millénaristes
- L'église de Jésus-Christ des saints des derniers jours, avenue Winston-Churchill.

### Média

#### Presse locale
Le quotidien régional La Voix du Nord publie une édition locale pour l'Artois. Il y a également le journal local à Arras : L'Avenir de l'Artois (créé en 1919) qui paraît chaque mercredi. Ainsi que l'Observateur de l'Arrageois (créé en 2006) qui paraît chaque mercredi également.

#### Télévision locale
La ville est couverte par les programmes de France 3 Nord-Pas-de-Calais et les chaînes nationales de la TNT. Elle reçoit également la chaîne régionale Wéo par la TNT, et BFM Grand Lille via les réseaux ADSL et fibre.

#### Radios locales
Arras est couverte par plusieurs radios locales :
- Mona FM (90.3 FM) est une radio locale musicale de catégorie B implantée à Armentières, près de Lille.
- Nostalgie Arras (93.3 FM) diffuse le programme de Nostalgie avec des décrochages locaux réalisés depuis Arras. Elle émet en catégorie C.
- Contact FM (93.8 FM) est la principale radio régionale de Hauts-de-France. Elle émet en catégorie B.
- France Bleu Nord (94.7 FM) est la radio publique du Nord-Pas-de-Calais. Cette fréquence émet depuis le site de Bouvigny-Boyeffles où émettent aussi les autres radios publiques et les chaînes de la TNT pour toute la région.
- Métropolys (97.6 FM) est une radio locale musicale de catégorie B diffusée dans la métropole lilloise et une partie de la région.
- Horizon (98.5 FM) est une radio locale musicale de catégorie B provenant de Béthune.
- RTL2 Arras (98.9 FM) diffuse, en catégorie C un programme local de 12h à 16h et le programme national d'RTL2 le reste du temps.
- Radio PFM (99.9 FM) est une radio associative (catégorie A) arrageoise.
- Planète FM (105.8 FM) est l'autre radio associative arrageoise.
- Chérie FM Hauts de France (107.3 FM) est le programme local de Chérie FM réalisé depuis Lens et émettant en catégorie C à Lens et Arras (107.3 FM) mais aussi à Douai (107.1 FM).
- RCF Hauts de France en DAB+, radio chrétienne, généraliste et régionale[189].

## Économie

### Revenus de la population et fiscalité
En 2021, la commune compte 19 654 ménages fiscaux, regroupant 38 726 personnes.
Le revenu fiscal médian par ménage, le taux de pauvreté des ménages et la part des ménages fiscaux imposés de la commune, du département du Pas-de-Calais et de la métropole sont les suivants :
- le revenu fiscal médian par ménage de la commune est de 20 230 €, légèrement inférieur à celui du département du Pas-de-Calais (20 720 €) et inférieur à celui de la France métropolitaine (23 080 €)[Insee 5],[Insee 6],[Insee 7] ;
- le taux de pauvreté des ménages de la commune est de 25 %, de 18,4 % au niveau du département et de 14,9 % au niveau de la métropole[Insee 8],[Insee 9],[Insee 10]. Un quart de la population d'Arras vit dans un quartier prioritaire[190] ;
- la part des ménages fiscaux imposés dans la commune est de 46 %, de 44,1 % au niveau du département et de 53,4 % au niveau de la métropole[Insee 5],[Insee 6],[Insee 7].

### Emploi
|                       | 2010   | 2015   | 2021   |
| --------------------- | ------ | ------ | ------ |
| Commune               | 18,5 % | 22,3 % | 18,5 % |
| Département           | 15,4 % | 17,7 % | 14,7 % |
| France métropolitaine | 11,6 % | 13,7 % | 11,7 % |

En 2021, la population âgée de 15 à 64 ans s'élève à 27 848 personnes, parmi lesquelles on compte 70,0 % d'actifs (57,1 % ayant un emploi et 12,9 % de chômeurs) et 30,0 % d'inactifs,. En 2021, le taux de chômage communal (au sens du recensement) des 15-64 ans est supérieur à celui du département du Pas-de-Calais et supérieur à celui de la France métropolitaine.
La commune est la commune-centre de l'aire d'attraction d'Arras,. Elle compte 34 484 emplois en 2021, contre 32 812 en 2015 et 34 244 en 2010. Le nombre d'actifs ayant un emploi résidant dans la commune est de 16 119, soit un indicateur de concentration d'emploi de 213,9 et un taux d'activité parmi les 15 ans ou plus de 56,3 %.
Sur ces 16 119 actifs de 15 ans ou plus ayant un emploi, 8 024 travaillent dans la commune, soit 50 % des habitants. Pour se rendre au travail, 63,3 % des habitants utilisent une voiture, un camion ou une fourgonnette, 15,2 % les transports en commun, 18,8 % s'y rendent en deux-roues, à vélo ou à pied et 2,7 % n'ont pas besoin de transport (travail au domicile).

### Entreprises et commerces

#### Agriculture
La commune est dans l'« Artois », une petite région agricole dans le département du Pas-de-Calais. En 2020, l'orientation technico-économique de l'agriculture dans la commune est l'exploitation de grandes cultures (hors céréales et oléo-protéagineux). 
|               | 1988 | 2000 | 2010 | 2020 |
| ------------- | ---- | ---- | ---- | ---- |
| Exploitations | 7    | 2    | 1    | 3    |
| SAU (ha)      | 239  | 30   | 42   | 96   |

Le nombre d'exploitations agricoles en activité et ayant leur siège dans la commune est passé de 7 lors du recensement agricole de 1988 à 2 en 2000 puis à 1 en 2010 et enfin à 3 en 2020, soit une baisse de 57 %. La surface agricole utilisée dans la commune a également diminué, passant de 239 ha en 1988 à 96 ha en 2020. Parallèlement la surface agricole utilisée moyenne par exploitation a baissé, passant de 34 à 32 ha,.

#### Activités hors agriculture
3 767 établissements marchands non agricoles sont économiquement actifs en 2022 à Arras,,.
| Secteur d'activité                                                                                        | Commune | Commune | Département |
| Secteur d'activité                                                                                        | Nombre  | %       | %           |
| --- | ------- | ------- | ----------- |
| Ensemble                                                                                                  | 3 767   | 100 %   | (100 %)     |
| Industrie manufacturière, industries extractives et autres                                                | 164     | 4,4 %   | (6,8 %)     |
| Construction                                                                                              | 160     | 4,2 %   | (10,6 %)    |
| Commerce de gros et de détail, transports, hébergement et restauration                                    | 1 129   | 30,0 %  | (29,3 %)    |
| Information et communication                                                                              | 119     | 3,2 %   | (1,9 %)     |
| Activités financières et d'assurance                                                                      | 235     | 6,2 %   | (5,0 %)     |
| Activités immobilières                                                                                    | 182     | 4,8 %   | (4,9 %)     |
| Activités spécialisées, scientifiques et techniques et activités de services administratifs et de soutien | 685     | 18,2 %  | (14,2 %)    |
| Administration publique, enseignement, santé humaine et action sociale                                    | 708     | 18,8 %  | (16,8 %)    |
| Autres activités de services                                                                              | 385     | 10,2 %  | (10,5 %)    |

La répartition des différents secteurs d'activité est assez similaire à celle du département.
Arras est le siège de la Chambre de commerce et d'industrie de l'Artois. Celle-ci gère notamment le port fluvial de Saint-Laurent-Blangy et l'aéroport de Roclincourt.
Le renouveau de l'économie arrageoise est manifeste depuis une dizaine d'années avec l'arrivée d'Häagen-Dazs, la mise en place de la zone Actiparc, les créations de pépinières d'entreprises, si bien que le magazine L'Entreprise a élu à plusieurs reprises l'agglomération d'Arras, l'agglomération moyenne (moins de 100 000 habitants) la plus dynamique de France. En effet, depuis 10 ans, les efforts conjoints de la communauté urbaine d'Arras (CUA) et de ses partenaires économiques ont permis de créer plus de 11 000 emplois sur le territoire.
Avec l'ouverture du canal Seine-Nord Europe, prévue en 2028, 8 000 emplois pourraient être créés entre Arras et Cambrai. Le canal passera à environ 25 km de la ville. Arras se trouvera ainsi au centre de la scène économique de l'Europe du Nord : entre Paris, Bruxelles et Londres, à proximité de Lille et Amiens.
Outre l'agroalimentaire (la Société arrageoise de conditionnement et de commercialisation d'œufs ou Sacco), la coopérative agricole laitière Prospérité fermière - Ingredia, le glacier Häagen-Dazs à Tilloy-lès-Mofflaines, la coopérative agricole Unéal à Saint-Laurent-Blangy) et le transport-logistique (transports Lebas-Laridant et transports urbains de la communauté d'Arras), la vie économique du territoire est marquée par les secteurs de l'industrie électrique et de la chimie, avec comme principaux employeurs l'usine de batteries et de chargeurs Hawker (1 000 salariés), les emballages plastiques Alcan (220 salariés), les détecteurs de gaz Oldham (180 salariés).
L'agglomération bénéficie également d'un important secteur tertiaire (80 % de l'activité totale), avec de nombreux services administratifs (Conseil Général, Préfecture, Chambre Régionales des Comptes, Communauté Urbaine…) et financiers (assurances Prevea, Crédit du Nord, BNP, crédit-bail Actea, Banque de France, gestion immobilière Le Logement rural). EDF, la Générale des Eaux, les installations thermiques Logista comptent aussi parmi les employeurs importants. Depuis l'arrivée du TGV Nord, ce secteur a encore vu son attractivité se renforcer.

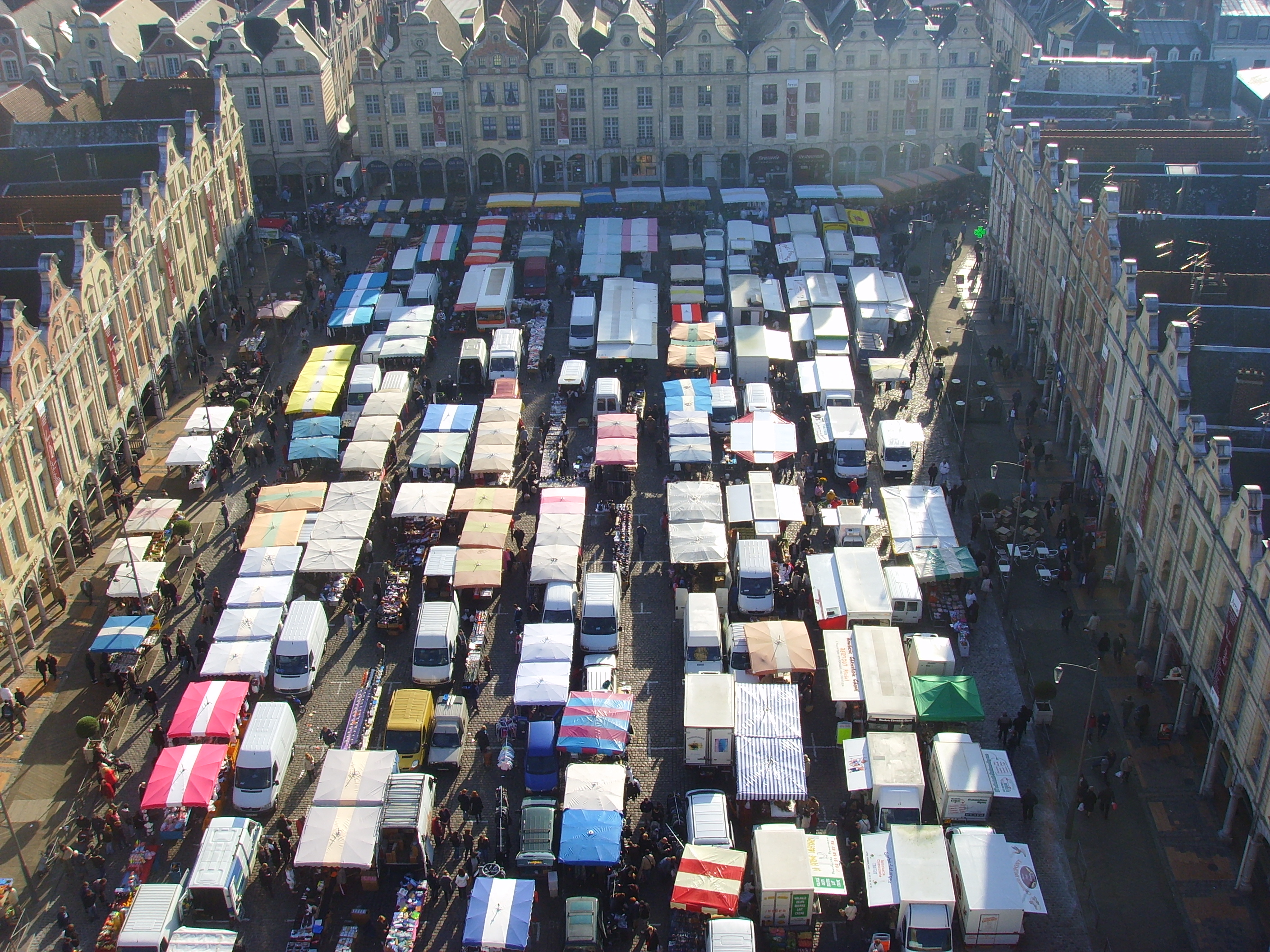
Marché sur la place des Héros.

Même si Arras ne possède plus de grand magasin en centre-ville depuis la fermeture définitive des Nouvelles Galeries à la fin du XXe siècle, la ville a su garder un tissu commercial de proximité dense et qualifié et des marchés de plein air animent chaque mercredi et samedi matin les places du centre-ville. Le commerce de moyenne et grande surface est représenté par un hypermarché Auchan, un centre Leclerc, et des magasins Leroy-Merlin et Monoprix ainsi que onze supermarchés.

### Tourisme
Le tourisme joue aussi un rôle dans l'économie de la ville, avec par exemple six cents créations d'emplois en dix ans : ses célèbres places, ses ruelles médiévales, ses édifices flamboyants en font un lieu touristique important pour les Britanniques, les Néerlandais, les Belges, les Allemands, etc. qui viennent découvrir les charmes de la capitale atrébate.

#### Hôtellerie, camping et autres hébergements collectifs
Au 1er janvier 2025, la commune dispose de douze hôtels pour une capacité totale de 635 chambresmais ne dispose ni de camping, ni d'autre type d'hébergements collectifs,.

## Culture locale et patrimoine

### Lieux et monuments
Arras est membre du réseau des sites majeurs de Vauban. Elle compte 225 monuments classés ou inscrits aux monuments historiques, ce qui fait d'elle la 7e ville française en nombre de monuments, équivalent à ceux de Rouen et Strasbourg. L'importance de ce nombre est due au classement de chaque façade de ses deux places principales.

#### Autres lieux et monuments

##### Les deux places, l'hôtel de ville et le beffroi
La place des Héros, la rue de la Taillerie et la Grand'Place forment un ensemble monumental extraordinaire, unique en Europe. Dans leur tracé actuel, ces places existent depuis sept siècles. Mais au XVIIe siècle, les échevins décidèrent de reconstruire, en les harmonisant, les maisons des deux places. Ils prirent modèle sur une maison gothique du XVe siècle, que l'on peut encore voir, au fond de la Grand'Place au no 47, avec ses quatre piliers monolithes supportant trois arcades ogivales, ses deux pignons supérieurs à la flamande, en gradins dits pas de moineaux. Selon le style du XVIIe siècle, les arcades s'arrondirent, les gradins s'assouplirent en volutes renversées, c'est le pignon à volutes, percé d'une lucarne ronde dans sa partie haute, le pigeonnier, et surmontées d'un petit fronton arrondie. Ces places forment ainsi des décors d'une grande harmonie ; chaque façade est ornée d'une gerbe de blé stylisée et porte un détail de sculpture qui la distingue de ses voisines.
Le beffroi de l'hôtel de ville fut construit entre 1463 et 1554. Il fut reconstruit en 1833 afin de corriger les erreurs de conceptions qui auraient pu mener à son écroulement. Ce fut alors l'occasion de mettre en avant le style architectural très présent à l'époque : le néo-gothique. Détruit par l'artillerie allemande pendant la Première Guerre mondiale, il fut reconstruit à l'identique du beffroi originel, sans les modifications du XIXe, après la guerre. Depuis le 15 juillet 2005, le beffroi d'Arras est inscrit au patrimoine de l'humanité par l'Unesco avec 22 autres beffrois de France et de Belgique.
Le marché de Noël a lieu sur la Grand'Place tout le mois de décembre et l'un des plus fréquentés et est considéré comme le plus apprécié de la région devant ceux d'Amiens et Lille.

##### Le patrimoine religieux

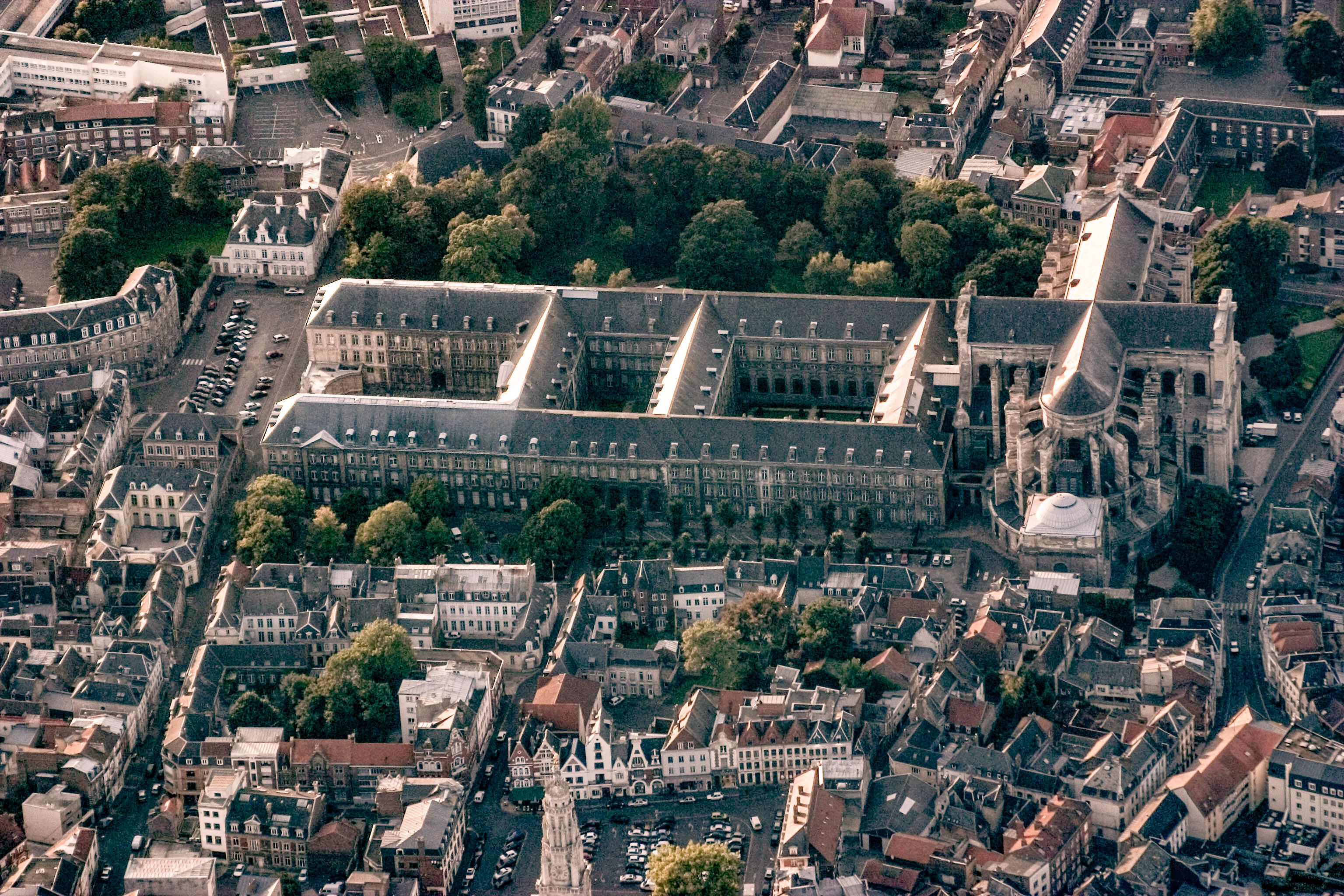
L'abbaye Saint-Vaast et la cathédrale.

L'immense abbaye Saint-Vaast reconstruite au XVIIIe siècle en architecture classique abrite aujourd'hui le musée des Beaux-Arts d'Arras et la médiathèque municipale. Elle fut fondée au VIIe siècle, lorsque l'évêque Aubert fit transporter le corps de saint Vaast dans une chapelle située au bord de la rivière Crinchon. Ainsi naquit le monastère, qui devint bénédictin au Xe siècle. L'église abbatiale est devenue la cathédrale Notre-Dame-et-Saint-Vaast après que l'ancienne cathédrale Notre-Dame-en-Cité fut détruite sous la Révolution en même temps que de nombreuses églises de la ville qui ont subi le même sort. Subsiste aussi le portail de l'abbaye Sainte-Claire, inscrit aux Monuments historiques.

##### Le patrimoine civil et militaire
La basse-ville constitue le quartier qui relie la ville à la citadelle. Il s'ordonne autour de la place Victor-Hugo, construite en 1756 sur un plan octogonal au centre de laquelle a été placé un obélisque.
La « maison Wetz d'Amain », sur la place principale, est un édifice des plus typiques de la ville d'Arras. On y retrouve le pignon à pas de moineaux, le portail en briques et pierres de facture classique, mais également une tourelle hexagonale.
La citadelle fut construite entre 1668 et 1672 comme élément de défense du « pré carré » voulu par Vauban, destiné à protéger le royaume contre les invasions des Pays-Bas espagnols. Toutefois, en raison de sa position en deuxième ligne de défense, elle ne fut jamais attaquée et fut donc surnommée « la belle inutile ». La citadelle est inscrite au patrimoine mondial de l'Unesco depuis le 8 juillet 2008. Elle accueille en juillet depuis 2010 le Main Square Festival, qui tire son nom anglicisé de la Grand'Place où avaient lieu les précédentes éditions.

Dans les boves (souterrains).

Des souterrains, appelés les boves, sont creusés à partir du IXe siècle, dans un premier temps pour exploiter la craie blanche et construire les églises et les remparts de la ville. Au XIIe siècle, ils sont reconvertis en lieu de stockage par des marchands et servent de liens entre les caves des maisons. Lors de la Grande Guerre, avant la bataille d'Arras (1917), 24 000 soldats de l'Empire britannique s'y installent après avoir entrepris des travaux de raccordement des diverses caves et galeries. Pendant la Seconde Guerre mondiale, des habitants s'y réfugient pour se cacher des bombardements (voir aussi l'article « Carrière Wellington »). Situés à 12 mètres sous la surface, les boves font une vingtaine de kilomètres ; la température y est de 11 °C et le taux d'hygrométrie de 80 %. Ils se visitent depuis les sous-sol de l'office du tourisme d'Arras, installé dans l'hôtel de ville.
Le cimetière municipal est créé dans les années 1790-1800.
Le monument aux morts et les différents lieux de mémoire.
Dans la commune se trouvent deux jardins de la paix : le jardin de la paix écossais « La paix des sonneurs », réalisé en 2018, proche du cimetière militaire du Faubourg d'Amiens, et le jardin de la paix néo-zélandais, prévu en 2024/2025, proche du mur du mémorial de la carrière Wellington.

##### Cité Nature et Aquarena
À l'entrée nord de la ville s'est constitué depuis 2005 un pôle destiné aux loisirs.
Cet ensemble se compose de « Cité Nature », musée consacré aux sciences, notamment axé sur les secrets de l'alimentation, de la science et de la nature dans une ancienne friche industrielle réaménagée par Jean Nouvel en 2005 sur 2 500 m2 d'exposition permanente, 1 600 m2 d'exposition temporaire et de 15 000 m2 de jardins en bord de Scarpe.
Jouxtant le musée « Cité Nature », le centre balnéoludique « L'Aquarena » a vu le jour en 2012. Réalisé par l'architecte Alain Sarfati, cet imposant bâtiment à l'architecture futuriste surmonté d'une énorme « perle noire » est à la fois un espace de loisirs avec piscines ludiques, toboggan, rivières, et centre de remise en forme grâce à un espace consacré aux hammams, saunas, fitness et institut de beauté, le tout intégré dans un espace vert de 8 000 m2. Cette base de loisirs, qui accueille également le bowling depuis 2010, est amenée à être vivante avec son esplanade de 15 000 m2, et pourra accueillir différentes manifestations (fêtes foraines, cirques…).

### Patrimoine culturel
Arras possède un théâtre à l'italienne daté de 1785 et rénové en 2004-2007 qui présente la particularité de proposer plusieurs salles : une salle à l'italienne, une salle de concert et un plateau plus contemporain au sous-sol, appelé André Reybaz. Le théâtre d'Arras abrite avec l'Hippodrome de Douai la scène nationale appelée Tandem Arras-Douai qui accueille des compagnies de théâtre professionnelles.  
Le Casino est une salle de spectacle d'une capacité de 1 111 places située en plein centre-ville et qui accueille des concerts, des spectacles de variété grand public, des pièces de théâtre de boulevard, des orchestres de musique classique, des spectacles de danse ainsi que des conférences.
L'Hôtel de Guines est un ancien hôtel particulier datant du XVIIIe siècle, réhabilité en Maison Folie à l'occasion de Lille 2004. Il accueille spectacles lyriques et dramatiques, quatuors et musiques de chambre dans une petite salle d'une centaine de personnes. La cour intérieure de l'hôtel offre un espace propice aux évènements en plein air pendant la belle saison, lieu de découverte et de convivialité entre les résidents et les artistes, conformément à l'esprit des Maisons Folies.
Le centre culturel Noroit, qui accueillait notamment des projections, n'est plus en activité depuis 2006. Un complexe de six salles de cinéma appelé « Cinémovida » (racheté par Megarama en 2019) a vu le jour en plein centre-ville en 2004 sur le site d'un ancien cinéma de la Grand'Place qui a été réhabilité, choix préféré par la municipalité à la création d'un complexe cinématographique en périphérie de ville.
Ce cinéma propose les grandes sorties nationales ainsi qu'une programmation art et essai, et en partenariat avec Plan-Séquence il organise le Festival international du film d'Arras au mois de novembre.
Présentes autrefois dans l'espace public arrageois, des sculptures rendant hommage à Eugène-Émile Lenglet (1880) et Adolphe Lenglet (1905, par l'architecte Henri Guillaume et le sculpteur Henri Gauquié) ont depuis disparu,.

#### Les musées
Le musée des beaux-arts d'Arras est situé dans l'ancienne abbaye Saint-Vaast. Il rassemble des sculptures, des objets d'art et des collections de peinture : œuvres des écoles flamande et hollandaise, italienne et française. La ville d'Arras a signé le 5 juillet 2011 à Versailles un partenariat qui l'unit pour une décennie à l'Établissement public du château, du musée et du domaine national de Versailles s'offrant ainsi une collaboration qui doit apporter au musée des beaux-arts une dimension royale. La convention prévoit en effet des expositions qui se dérouleront sur une période de douze à vingt-quatre mois au musée arrageois où Versailles s'engage à décentraliser des ensembles cohérents et thématiques de biens culturels conservés dans les collections historiques des châteaux de Versailles et du Trianon.
La carrière Wellington est un site touristique à Arras retraçant l'histoire de la bataille d'Arras de 1917. Ce musée, ouvert au public le 1er mars 2008, permet aux visiteurs de découvrir le réseau de galeries souterraines qui a joué un rôle majeur dans la prise des lignes ennemies et a permis d'épargner la vie à de nombreux soldats en passant par le sous-sol.

#### Folklore
Comme de nombreuses villes de la région Hauts-de-France, Arras possède ses géants, Colas et Jacqueline, et leur fils Dédé. À l'été 2015, un quatrième géant a rejoint définitivement la famille, l'ami Bidasse. Une nouvelle géante arrive à Arras en 2025, Mahaut d'Artois, personnage ayant réellement existé.
Depuis 2015, le festival Atrebatia, organisé par l'association Guilde de Dol Hrokr, a lieu au mois de février et concerne les escales imaginaires. Depuis 2019, un festival du livre jeunesse a lieu conjointement.

#### Gastronomie
Les spécialités gastronomiques d'Arras sont nombreuses : les cœurs en chocolat, l'andouillette, le coquelet à la bière, la flamiche, le gâteau artésien, les bonbons de l'ami Bidasse.
Les cœurs en chocolat : au XIIe siècle, Emma Crespin dont les armoiries de la famille ont comme pièces principales des cœurs, possède un moulin sur le Crinchon (aujourd'hui rivière souterraine) au centre d'Arras et fabrique des pâtisseries en forme de cœur. Au XVIIe siècle, les cœurs en pain d'épices deviennent les « cœurs d'Arras ». Depuis les années 1950, ils sont fabriqués en chocolat et leur succès est considérable. La maison Trogneux, originaire d'Amiens est également présente à Arras depuis plusieurs années et produit ses « cœurs d'Arras ».
Le cœur d'Arras est aussi un fromage, de type à pâte molle à croûte lavée, de la famille des Maroilles et du Rollot.
Depuis le Moyen Âge, des artisans charcutiers perpétuent la recette traditionnelle de l'andouillette d'Arras, élaborée à partir de fraise de veau préparée à la main. L'andouillette d'Arras possède sa confrérie et sa fête annuelle.
Le marché alimentaire du samedi matin se déroule place des Héros, place de la Vacquerie et quelques rues attenantes. Il s'agit de l'un des plus importants de la région avec une centaine de commerçants.

### Arras et les arts

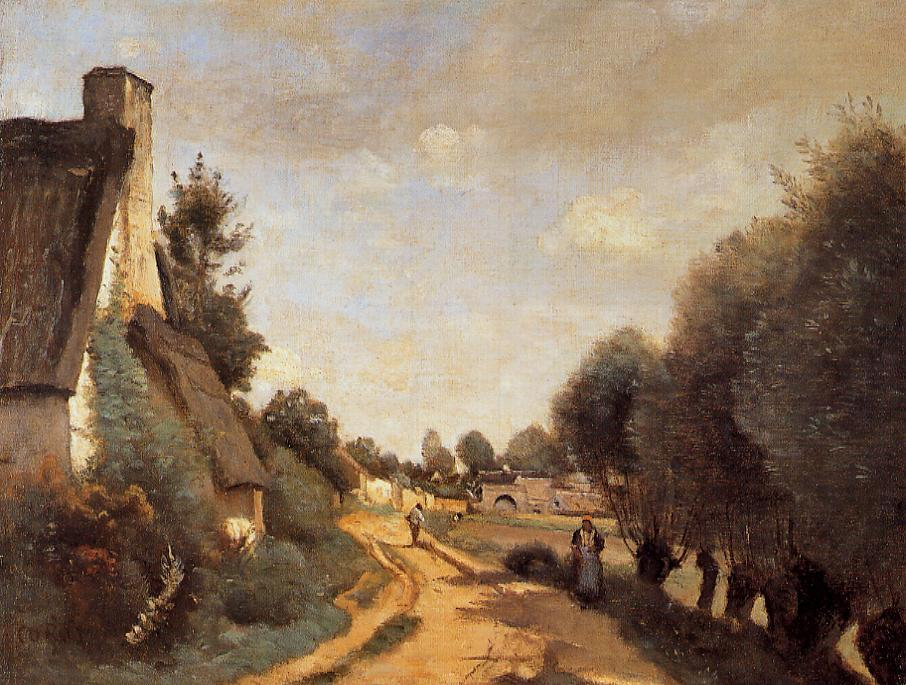
Une Route près d'Arras, Les Chaumières,
Camille Corot, 1853-1858,
musée des Beaux-Arts d'Arras.

#### Arras et le cinéma
- En 1970 : L'Aveu, film réalisé par Costa-Gavras - Deux scènes tournées à Arras.
- En 1971 : Laisse aller... c'est une valse !, film réalisé par Georges Lautner - Une scène tournée à Arras : on voit Jean Yanne, Mireille Darc et Michel Constantin marcher derrière un corbillard sur la Grand'Place d'Arras[225].
- En 1991 : Parfois trop d'amour, film réalisé par Lucas Belvaux - Une scène tournée sur la Grand' Place parmi la fête foraine[226].
- En 1999 : Pas de scandale, film réalisé par Benoît Jacquot - Quatre scènes tournées à Arras[225].
- En 2000 : Agnès Varda va y tourner une partie des scènes de Les Glaneurs et la Glaneuse sur le marché.
- En 2006 : Les Bronzés 3 - Amis pour la vie, film réalisé par Patrice Leconte - Une scène tournée à Arras : le couple Bernard et Nathalie Morin (alias Gérard Jugnot et Josiane Balasko) sont propriétaires de plusieurs magasins d'optique « Plein la vue » dont un situé rue Saint-Aubert.
- En 2008 : L'Affaire Bruay-en-Artois, film réalisé pour la télévision par Charlotte Brändström avec Tchéky Karyo et Bernard Le Coq - Tourné en partie au Palais Saint-Vaast.
- En 2013 : La Liste de mes envies, film réalisé par Didier Le Pêcheur, d'après le roman homonyme de Grégoire Delacourt, a été tourné en partie à Arras avec Mathilde Seigner et Marc Lavoine[réf. nécessaire].
- En 2013 : Pas son genre, film réalisé par Lucas Belvaux, d'après le roman homonyme de Philippe Vilain, avec Émilie Dequenne et Loïc Corbery, a été tourné à Arras, où le personnage de professeur de philosophie interprété par Loïc Corbery est, dès le début du film, envoyé pour enseigner[227].
- En 2014 : La prochaine fois je viserai le cœur, de Cédric Anger avec Guillaume Canet, est en partie tourné à Arras et dans son agglomération.
- En 2015 : En mai, fais ce qu'il te plaît, réalisé par Christian Carion, avec August Diehl, Mathilde Seigner et Olivier Gourmet. Quelques scènes de bombardement de la Bataille d'Arras sont tournées dans la ville, notamment sur la Place des Héros.
- En 2017, une partie de Le 15:17 pour Paris (réalisé par Clint Eastwood et inspiré de l'attentat du Thalys) est tournée sur un quai de la gare[228]
- En 2019, un téléfilm sur la vie de Charles de Gaulle y est tourné à la préfecture[229].
- En 2019, Effacer l'historique de Gustave Kervern et Benoît Delépine avec Blanche Gardin et Denis Podalydès est en partie tourné à Arras[230].
- En 2020, Je ne rêve que de vous avec Elsa Zylberstein et Hippolyte Girardot est en partie tourné à la chambre des notaires d'Arras[231].

#### Arras et la littérature

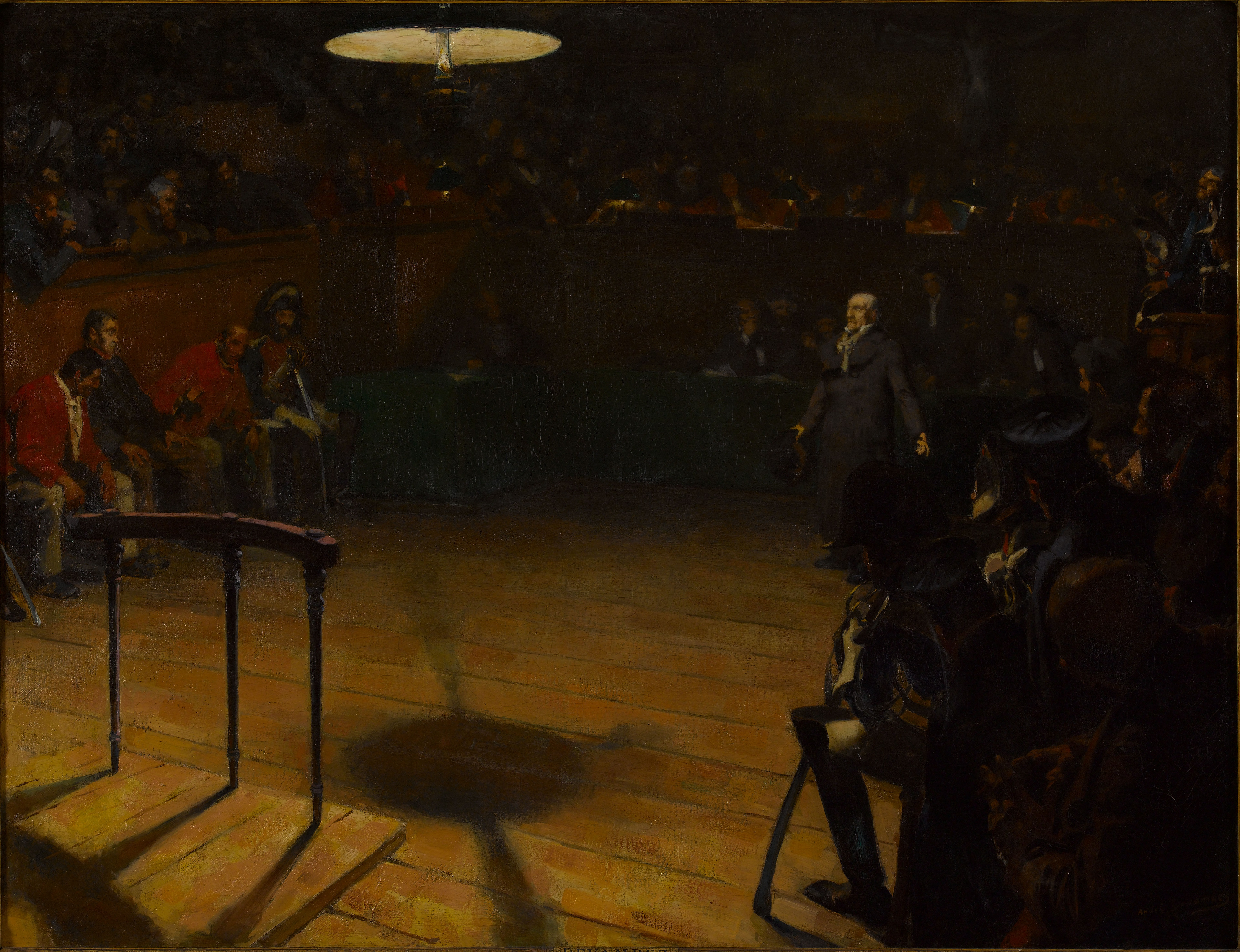
« Monsieur Madeleine » dévoile son identité devant la cour d'assises d'Arras afin de sauver Champmathieu du bagne.
Toile d'André Devambez, maison de Victor Hugo, vers 1903.

- Les Misérables de Victor Hugo - Jean Valjean, sous le nom de M. Madeleine, maire de la commune de Montreuil, apparaît devant la cour d'assises à Arras pour sauver un nommé Champmathieu, faussement identifié comme Jean Valjean, d'une condamnation de travaux forcés à perpétuité, en révélant sa vraie identité.
- Vieille Ville de Paul Verlaine : texte d'une quinzaine de pages sans doute tiré du Voyage en France par un Français et qui constitue avant tout un essai sur l'esprit d'Arras, et plus généralement des territoires dits du « Nord ». On y trouve également bon nombre de considérations architecturales[232].
- Pilote de guerre d'Antoine de Saint-Exupéry. Il parut tout d'abord aux États-Unis en 1942 sous le titre Flight to Arras.
- Pas son genre, roman de Philippe Vilain. Un jeune professeur de philosophie, d'origine parisienne, est muté à Arras.
- La Liste de mes envies, roman de Grégoire Delacourt. Une mercière à Arras gagne le gros lot de l'EuroMillions.
- Dans Cyrano de Bergerac, pièce de théâtre d'Edmond Rostand, Cyrano et Christian participent à la bataille du siège d'Arras, où ce dernier meurt au combat.
- Pour en finir avec le parisianisme, vivre et philosopher même à Arras, essai humoristique de Dominique Catteau. La réponse aux préjugés parisiens sur la province, par un professeur de philosophie né dans le nord et ayant exercé à Arras.
- Le souvenir d'Arras[233] Maurice Fombeure : Nouvelle extrait « Je ne fus artésien que par raccroc. Pendant seulement trois ans. Mais pour de bon. Et assez intimement mêlé à la vie locale de la cité des Atrébates qui s'allonge sur sa terre plate et se roule dans un vent bleu venu de loin peut-être de la mer. Ce vent faisait craquer et gémir les agrès de mon quatrième étage de la rue de la République. J'avais en effet réussi ce tour de force d'habiter en cette ville basse une maison de quatre étages (l'unique, sans doute!). De là, je dominais l'immense cage métallique de la gare, la passerelle articulée qui semblait un tronçon du grand serpent de mer. Et je voyais pointer le beffroi sommé du lion doré des Flandres, martelé d'un vif soleil. A vrai dire, j'étais quasiment hors les murs. Aux frontières du quartier du Rietz. Mais en trois minutes de marche, j'atteignais le café "Chez Paul" (Anjou, Riesling et bière Motte-Cordonnier), le boulevard de Strasbourg, la rue Saint-Aubert-Ernestale, les grandes librairies internationales, les grands cafés, les grands magasins, les grandes artères. En huit minutes, la brasserie du "Carillon" où le patron, le débonnaire Ripoche, nous laissait picorer des gauloises bleues dans sa poche béante et fraternelle, la petite place où officiait notre ami Léturgez, photographe de l'élite, qui me fit connaître le poète Raoul Dubois. La cuisine de Léturgez donnait accès à trois étages superposés de caves anciennes et mirifiques que nous explorions de temps en temps, à la lueur d'une bougie, pour y découvrir des inscriptions gravées par des soudards antérieurs, et de beaucoup, à la fin de l'occupation espagnole. Quels reîtres, quels lansquenets, avaient tracé ces graffiti et ces dates pour la satisfaction de nos curiosités historiques? ou quel farceur, notre contemporain? Nul ne le saura jamais. Page 1 de 6 »

#### Arras et la chanson
Arras est le lieu de naissance de l'ami Bidasse et du narrateur dans la chanson de comique troupier Avec Bidasse.
L'association Di Dou Da organise depuis 2005 au mois de juin le festival Faites de la chanson.

### Personnalités liées à la commune

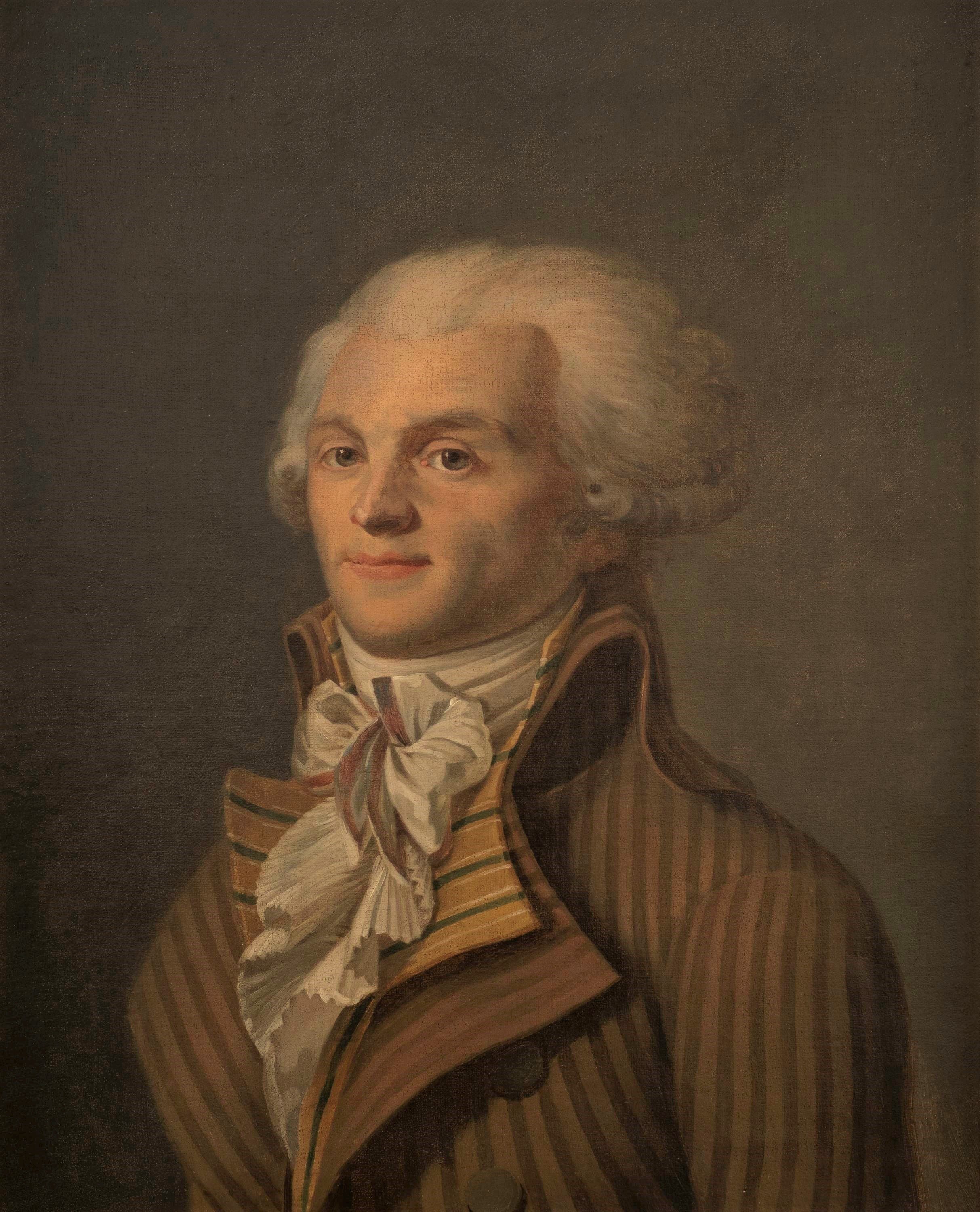
Maximilien de Robespierre.

Parmi les nombreuses personnalités liées à Arras figurent :
- Gautier d'Arras (1135-1189), écrivain, auteur de romans courtois ;
- Audefroi le Bâtard, trouvère actif à Arras, entre 1190 et 1230 ;
- Jean Bodel (ou Jehan Bodel) (1165-1210), trouvère, auteur de chansons de geste en ancien français, a vécu à Arras ;
- Philippe de Remy (1210-1265), trouvère originaire du Beauvaisis ayant fréquenté les milieux littéraires d'Arras ;
- Moniot d'Arras (fl. 1213-1239), trouvère, auteur de la fameuse chanson Ce fut en mai ;
- Adam de la Halle (1240-1287), trouvère de langue picarde, né à Arras ;
- Dame Margot, trouveresse arrageoise du XIIIe siècle ;
- Antoine de Févin (1470-1512), compositeur, a vécu à Arras ;
- Charles-Bonaventure de Longueval, comte de Bucquoy (1571 Arras-1621 Nové Zámky), genéral au service du Saint-Empire romain germanique au commencement de la guerre de Trente Ans ;
- Maximilien de Robespierre (1758-1794), célèbre révolutionnaire, né à Arras ;
- Jean-Charles-Joseph Laumond (1753-1825), consul, préfet, conseiller d'État et directeur général des mines, né à Arras ;
- Joseph Le Bon (1765-1795), maire d'Arras et député, envoyé en mission de la Convention nationale, né à Arras ;
- Eugène-François Vidocq (1775-1857), aventurier et détective, né le 24 juillet 1775 au 222, rue du Miroir-de-Venise à Arras, dans une maison voisine de celle où Robespierre est né ;
- Bon Joseph Lallart, (1779-1848), maire d'Arras (1816-1821) et député, né à Arras ;
- Frédéric Degeorge (1797-1854), journaliste républicain, inhumé au cimetière d'Arras ;
- Nicolas Jacquet, inventeur de la première perforatrice de mine, inhumé au cimetière d'Arras[234] ;
- Édouard Hachin (1808-1891), poète, chansonnier, vaudevilliste, goguettier, né à Arras ;
- Constant Dutilleux (1807-1865), peintre, dessinateur et graveur, habitait Arras, inhumé au cimetière d'Arras[234] ;
- Edmond Constant Mathon (1835-1890), sculpteur, inhumé au cimetière d'Arras[234] ;
- Eugène-Émile Lenglet (1811-1878), avocat, député républicain modéré de l'Assemblée constituante, né et inhumé au cimetière d'Arras ;
- Victor Boyenval (1832-1903) peintre, inhumé au cimetière d'Arras[234] ;
- Alexandre Georges organiste et compositeur, inhumé au cimetière d'Arras[234] ;
- Horace Ayraud-Degeorge (1850-1922), journaliste, secrétaire de la rédaction du journal L'Intransigeant, né à Arras ;
- François Flameng (1856-1923), peintre, graveur, illustrateur, réalisa des croquis et dessins des événements sanglants d'Arras ;
- Jules Crépieux-Jamin (1858-1940), graphologue, né à Arras ;
- Jenny Fontaine (1862-1938), peintre portraitiste, inhumée au cimetière d'Arras[234] ;
- Marguerite Burnat-Provins (1872-1952), poétesse et peintre, originaire d'Arras ;
- Maurice Louis Bandeville (1877-1953) est un homme de lettres, publiciste et sportif, né à Arras ;
- André Barbier (1883-1870), peintre impressionniste et ami de Claude Monet, né à Arras ;
- Lucien Gaudin (1886-1934), escrimeur, quatre fois champion olympique, né à Arras ;
- Pierre Jean Jouve (1887-1976), écrivain, poète, romancier et critique, né à Arras ;
- Louise Weiss (1893-1983), journaliste, écrivain, féministe et femme politique, née à Arras ;
- Marietta Martin (1902-1944), écrivain et résistante, née à Arras ;
- Victor Simon (1903-1976), peintre d'art brut français, inhumé au cimetière d'Arras ;
- Berthe Warret (1904-1944), résistante, exécutée, a vécu à Arras ;
- Guy Mollet, (1905-1975), homme politique, président du Conseil sous la IVe République, ancien maire d'Arras, inhumé au cimetière d'Arras[234] ;

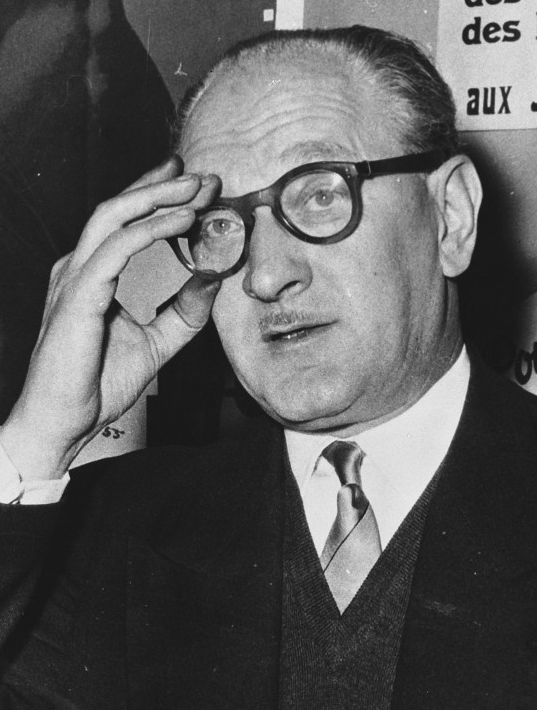
Guy Mollet.

- René Huyghe (1906-1997), écrivain, conservateur du musée du Louvre, académicien, né à Arras ;
- Maurice Fombeure (1906-1981) écrivain et poète Français. Professeur de lettres de 1934 à 1937 (a vécu au 9 rue de la République, à Arras)[235] ;
- Violette Leduc (1907-1972), romancière, née à Arras ;
- Émilienne Mopty (1907-1943), résistante et franc-tireuse capturée et jugée par la Kommandantur à Arras ;
- Antoine Chalvet de Récy (1913-1999), élu au conseil municipal d'Arras, sous Guy Mollet, puis au conseil général du Pas-de-Calais en 1949 ;
- Denise Glaser (1920-1983), productrice et présentatrice de télévision, née à Arras ;
- Jean Douchet (1929-2019), cinéaste, critique et historien du cinéma français, né à Arras ;
- Jean-Louis Fournier (1938-) écrivain, humoriste et réalisateur de télévision, a grandi à Arras ;
- Bruno-René Huchez (1943-2016), producteur et distributeur des dessins animés japonais des années 1980, né à Arras ;
- Jean-François Spault (1957-), footballeur, né à Arras ;
- Vincent Cassel (1966-), acteur, réalisateur et producteur français, a inauguré la rue Eugène-François Vidocq à Arras ;
- Frédéric Hermel (1970-), journaliste sportif, né à Arras ;
- Pascal Canfin (1974-), homme politique, ministre délégué auprès du ministre des Affaires étrangères, chargé du Développement au sein du Gouvernement Ayrault, né à Arras ;
- Anne Peichert, dite Louane (1986-), chanteuse, musicienne et actrice française a fait une partie de ses études au lycée Baudimont Saint-Charles à Arras ;
- Norman Thavaud (1987-), web-humoriste, né à Arras ;
- Eva Barois de Caevel (1989-), commissaire d'exposition indépendante, critique d'art et éditrice française, née à Arras ;
- Ugo Bernalicis (1989-), député La France insoumise, né à Arras ;
- Maxime Colin (1991-), footballeur, né à Arras ;
- Timothée Kolodziejczak (1991-), footballeur, né à Arras ;
- Clément Rémiens (1997-), acteur français, a étudié au lycée Guy-Mollet d'Arras ;
- Lucas Tousart (1997-), footballeur, né à Arras ;
- Marine Delplace (2000-), chanteuse et gagnante de la saison 12 de la Star Academy, née à Arras.

Parmi les personnalités qui ont séjourné à Arras figurent :
- Joseph-Ignace Guillotin (1738-1814), médecin chef de l'hôpital Saint-Vaast d'Arras sous le Ier Empire ;
- Camille Corot (1796-1875), peintre, possédait un atelier à Arras ;
- Paul Verlaine (1844-1896), poète, séjourna à Arras pour visiter sa mère. Ses parents s'y étaient mariés en 1831, sa mère étant originaire d'un village voisin, Fampoux. Après la mort de son mari, la veuve revient vivre à Arras, impasse d'Elbronne, où son fils vient régulièrement la voir, s'y réfugiant même après la Commune de Paris. Verlaine y écrit, prisant le café Sanpeur, place du Théâtre. Il décrit Arras dans le texte Vieille Ville, tandis qu'un crucifix de l'église Saint-Géry lui inspire le poème Le Crucifix. Une plaque lui rend hommage 55 rue d'Amiens, au croisement avec l'impasse d'Elbronne, devant laquelle un panneau historique est aussi installé[236],[237] ;
- Philippe Pétain (1856-1951), colonel du 33e régiment d'infanterie à Arras en 1910, à la caserne Schramm ;
- Charles de Gaulle (1890-1970), lieutenant à Arras sous le commandement de Philippe Pétain ;
- Raymond Poincaré a visité la ville et l'agglomération en 1916[238] ;
- Jacques Chirac et Aleksander Kwaśniewski ont organisé un sommet franco-polonais à Arras en 2005[239] ;
- François Hollande et Justin Trudeau se rencontrent à Arras dans le cadre des commémorations des 100 ans de la bataille de la crête de Vimy en 2017[240].

### Héraldique
| Blason de Arras | Blason  | De gueules au lion d'or, armé et lampassé d'azur, chargé en cœur d'un écusson d'azur semé de fleurs de lis d'or au lambel de gueules de trois pendants chargés chacun de trois petits châteaux d'or rangés en pal. Ornements extérieursCroix de guerre 1914-1918 Légion d'honneur (30 août 1919) |
| Blason de Arras | Détails | Le statut officiel du blason reste à déterminer. |

## Pour approfondir

#### Bases de données, dictionnaires et encyclopédies
- Ressources relatives à la géographie :   - Digital Atlas of the Roman Empire
  - Insee (communes)
  - Ldh/EHESS/Cassini
- Ressource relative à la santé :   - Fichier national des établissements sanitaires et sociaux
- Ressource relative à plusieurs domaines :   - Annuaire du service public français
- Ressource relative aux beaux-arts :   - Grove Art Online
- Ressource relative à la musique :   - MusicBrainz
- Notices dans des dictionnaires ou encyclopédies généralistes :   - Brockhaus
  - Den Store Danske Encyklopædi
  - Internetowa encyklopedia PWN
  - Store norske leksikon
  - Universalis
- Notices d'autorité :   - VIAF
  - BnF (données)
  - IdRef
  - LCCN
  - GND
  - Espagne
  - Israël
  - Vatican
  - Tchéquie
  - Brésil